# Colchique
Colchicum
Genre
Classification phylogénétique
Colchicum (les colchiques) est un genre de plantes herbacées vivaces de la famille des Liliaceae selon la classification classique de Cronquist (1981) ou des Colchicaceae selon la classification phylogénétique. La World Checklist (World Checklist of Selected Plant Families (WCSP) (26 juil. 2010)) en répertorie une centaine d'espèces.

## Étymologie
Le nom Colchicum est dérivé de Colchide, Colchis ou Kolchis (dans les langues géorgienne et laze : კოლხეთი, k'olkhéti ; en grec Κολχίς, Kolchis, sans doute lié au khalkos désignant le cuivre) ancien État, royaume puis région de Géorgie.
Le plus grand nombre d'espèces se rencontre en effet dans les Balkans et en Asie mineure. Le colchique est également connu sous les noms « safran bâtard », « safran des prés » ou encore, de par sa grande toxicité, « tue-chien ».

## Description

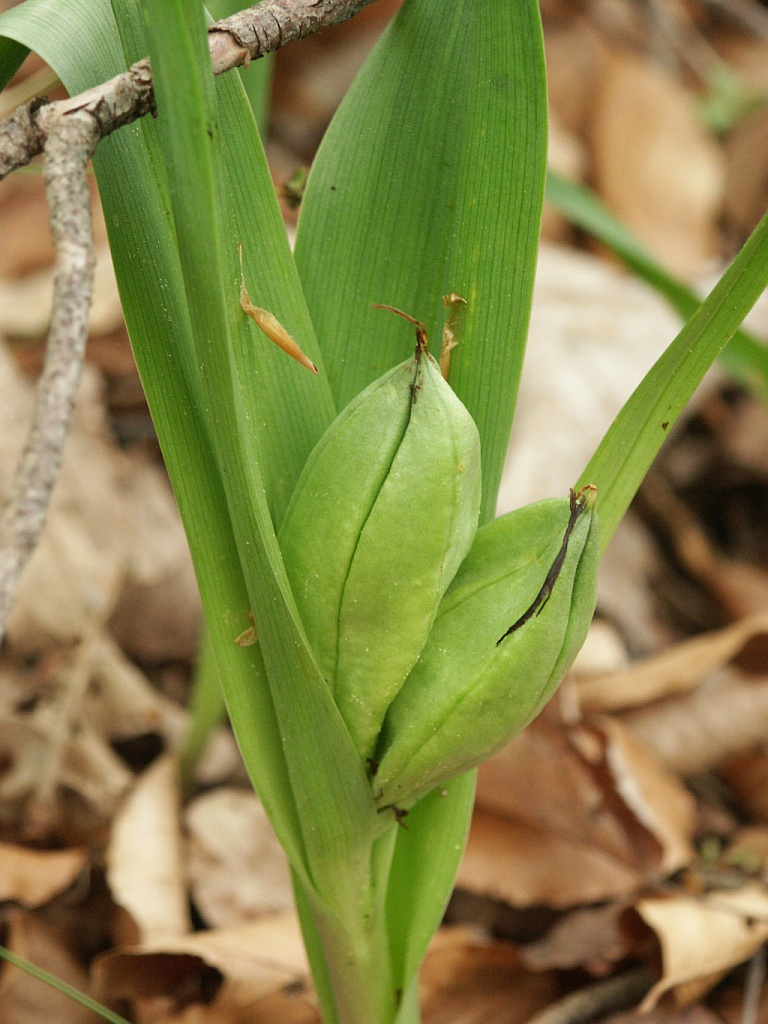
Fruits de Colchicum autumnale entre les feuilles au printemps

Les colchiques sont des plantes à corme. Comme chanté dans la ritournelle Colchiques dans les prés, c'est la fin de l'été, les fleurs de la plupart des espèces apparaissent à l'arrière-saison. La fleur disparaît ensuite jusqu'au printemps suivant, lorsque les feuilles ainsi que les fruits émergent (Filium ante patrem ou « Mères Filles de leurs filles » dans Les Colchiques un poème de Guillaume Apollinaire).
Quelques espèces cependant, comme Colchicum bulbocodium Ker Gawl. des Alpes occidentales, Colchicum hungaricum Janka des Balkans et Colchicum luteum Baker d'Asie centrale — la seule espèce à fleurs jaunes —, fleurissent à la fin de l'hiver parmi des feuilles déjà bien développées.
La plupart des espèces ont la partie inférieure du périanthe soudée en un long tube. Leurs fleurs, qui ressemblent à celles des crocus, possèdent six étamines (contre trois pour le crocus).

## Nomenclature
La nomenclature du genre Colchicum est actuellement confuse.
L'identification correcte d'une espèce nécessite souvent un examen attentif des fleurs et des feuilles, ce qui est en pratique difficile à réaliser sur le terrain car, comme mentionné ci-dessus, les feuilles et les fleurs de la plupart des espèces apparaissent à des saisons différentes.
- Les fleurs automnales de Colchicum autumnale, Colchicum lusitanum et Colchicum neapolitanum sont très semblables. Les feuilles printanières sont par contre très différentes.
- À l’inverse, les feuilles printanières de Colchicum cilicium et Colchicum speciosum sont très semblables. Leurs fleurs automnales sont par contre différentes.

De nombreuses espèces ont ainsi reçu deux ou trois noms par différents auteurs et un même nom a été par ailleurs donné à des espèces différentes par ces mêmes ou d'autres auteurs.
Les phylogénies publiées par Vinnersten et Reeves indiquent que les espèces à tépales entièrement libres, placées jusqu’il y a peu dans les genres Merendera — styles entièrement libres (environ quinze espèces) — et Bulbocodium — styles soudés sauf au sommet (deux espèces), doivent être (ré)intégrées dans le genre Colchicum. Les travaux les plus récents suggèrent en outre que le genre Androcymbium devrait également être intégré dans le genre Colchicum. Androcymbium est un genre méditerranéen et africain comportant quelque 40 espèces, dont deux existent en Europe :
- Androcymbium europaeum (Lange) K.Richt. (Espagne)
- Androcymbium rechingeri Greuter (Crète)

## Liste d'espèces

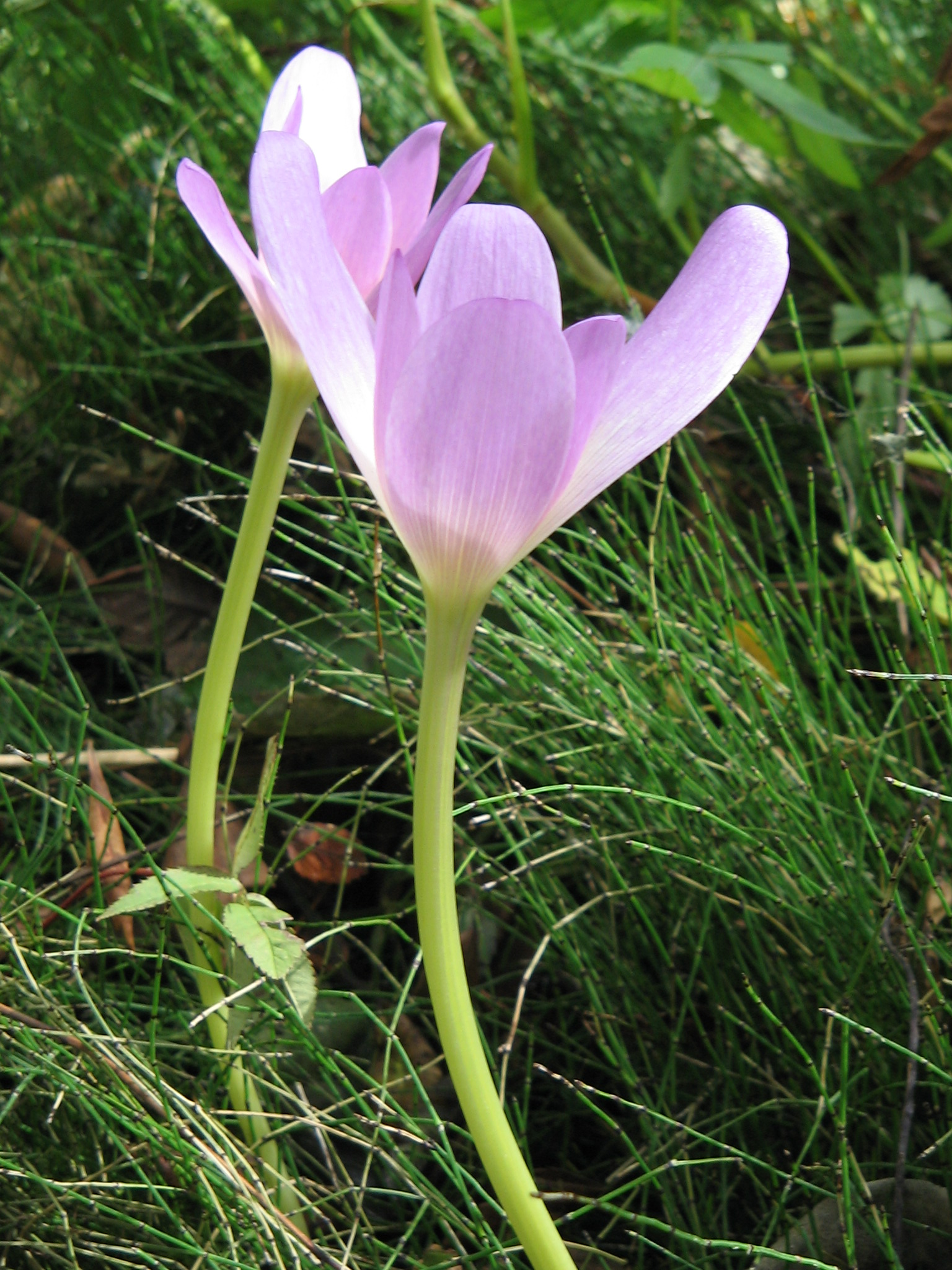
Colchicum speciosum

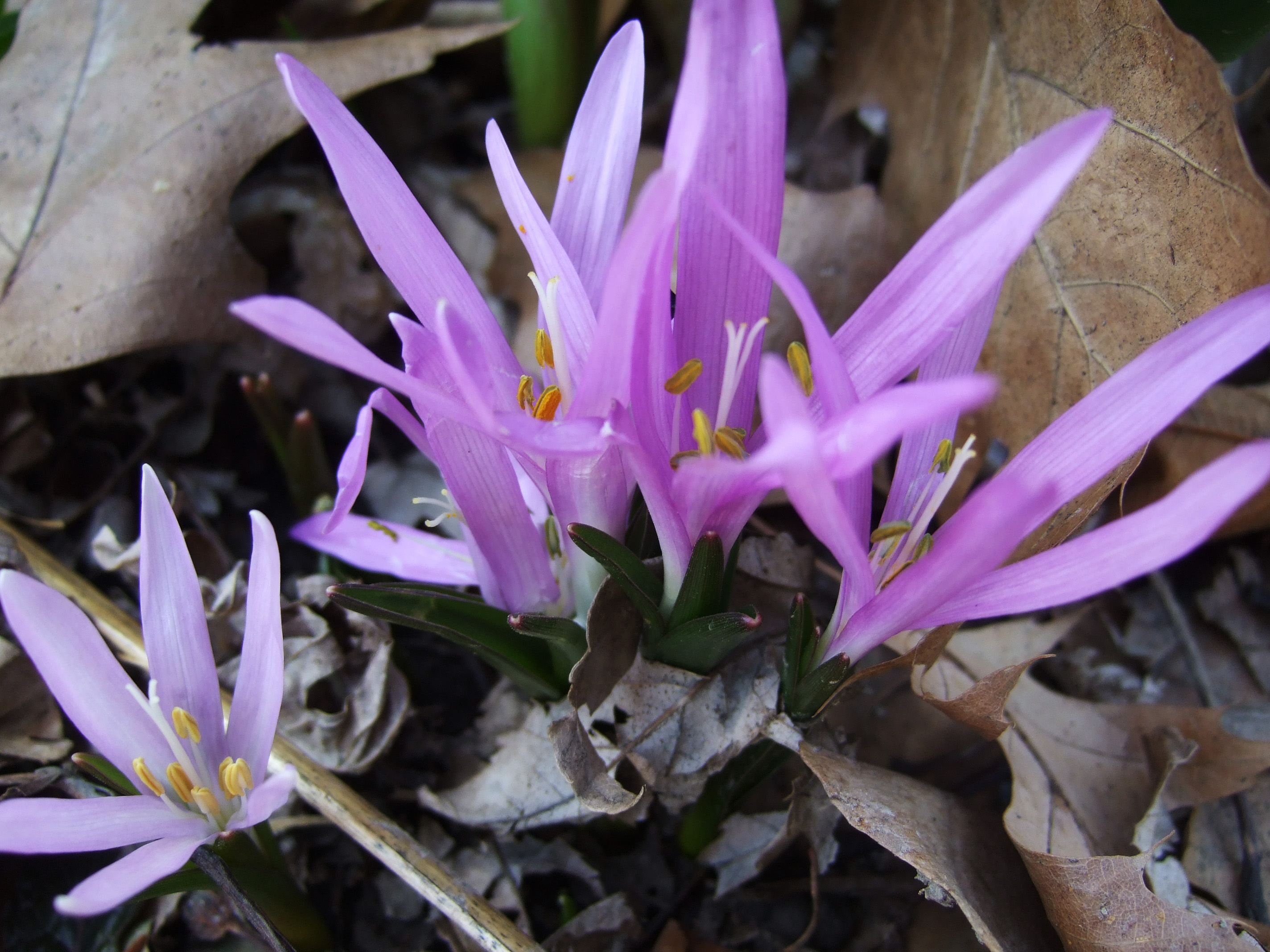
Colchicum bulbocodium

Les espèces suivantes sont incluses dans le genre Colchicum. De nombreuses espèces précédemment classées dans Androcymbium, Bulbocodium et Merendera ont été déplacées à Colchicum sur la base de preuves génétiques moléculaires. Androcymbium est actuellement considéré comme un genre séparé par certains.
- Colchicum × agrippinum (probablement un Hybride d'origine du jardin)
- Colchicum alpinum DC. in J.B.A.M.de Lamarck & A.P.de Candolle
- Colchicum androcymbioides (Valdés) K.Perss.
- Colchicum antepense K.Perss.
- Colchicum antilibanoticum Gomb.
- Colchicum arenarium Waldst. & Kit.
- Colchicum arenasii Fridl.
- Colchicum asteranthum Vassiliades & K.M.Perss.
- Colchicum atropurpureum Stapf ex Stearn (unresolved name)[7]
- Colchicum atticum Spruner ex Tommas.
- Colchicum autumnale L.
- Colchicum balansae Planch.
- Colchicum baytopiorum C.D.Brickell
- Colchicum bivonae Guss.
- Colchicum boissieri Orph.
- Colchicum bulbocodium Ker Gawl.
- Colchicum burttii Meikle
- Colchicum × byzantinum Ker Gawl.
- Colchicum chalcedonicum Azn.
- Colchicum chimonanthum K.Perss.
- Colchicum chlorobasis K.Perss.
- Colchicum cilicicum (Boiss.) Dammer
- Colchicum confusum K.Perss.
- Colchicum corsicum Baker
- Colchicum cretense Greuter
- Colchicum crocifolium Boiss.
- Colchicum cupanii Guss.
- Colchicum davisii C.D.Brickell
- Colchicum decaisnei Boiss.
- Colchicum doerfleri Halácsy
- Colchicum dolichantherum K.Perss.
- Colchicum eichleri (Regel) K.Perss.
- Colchicum euboeum (Boiss.) K.Perss.
- Colchicum fasciculare (L.) R.Br.
- Colchicum feinbruniae K.Perss.
- Colchicum figlalii (Varol) Parolly & Eren
- Colchicum filifolium (Cambess.) Stef.
- Colchicum freynii Bornm.
- Colchicum gonarei Camarda
- Colchicum graecum K.Perss.
- Colchicum greuteri (Gabrieljan) K.Perss.
- Colchicum haynaldii Heuff.
- Colchicum heldreichii K.Perss.
- Colchicum hierosolymitanum Feinbrun
- Colchicum hirsutum Stef.
- Colchicum hungaricum Janka
- Colchicum ignescens K.Perss.
- Colchicum imperatoris-friderici Siehe ex K.Perss.
- Colchicum inundatum K.Perss.
- Colchicum kesselringii Regel
- Colchicum kotschyi Boiss.
- Colchicum kurdicum (Bornm.) Stef.
- Colchicum laetum Steven
- Colchicum lagotum K.Perss.
- Colchicum leptanthum K.Perss.
- Colchicum lingulatum Boiss. & Spruner in P.E.Boissier
- Colchicum longifolium Castagne
- Colchicum lusitanum Brot.
- Colchicum luteum Baker
- Colchicum macedonicum Kosanin
- Colchicum macrophyllum B.L.Burtt
- Colchicum manissadjianii (Azn.) K.Perss.
- Colchicum micaceum K.Perss.
- Colchicum micranthum Boiss.
- Colchicum minutum K.Perss.
- Colchicum mirzoevae (Gabrieljan) K.Perss.
- Colchicum montanum L.
- Colchicum multiflorum Brot.
- Colchicum munzurense K.Perss.
- Colchicum nanum K.Perss.
- Colchicum neapolitanum (Ten.) Ten.
- Colchicum parlatoris Orph.
- Colchicum parnassicum Sart., Orph. & Heldr. in P.E.Boissier
- Colchicum paschei K.Perss.
- Colchicum peloponnesiacum Rech.f. & P.H.Davis
- Colchicum persicum Baker
- Colchicum polyphyllum Boiss. & Heldr. in P.E.Boissier
- Colchicum pulchellum K.Perss.
- Colchicum pusillum Sieber
- Colchicum raddeanum (Regel) K.Perss.
- Colchicum rausii K.Perss.
- Colchicum ritchii R.Br.
- Colchicum robustum (Bunge) Stef.
- Colchicum sanguicolle K.Perss.
- Colchicum schimperi Janka ex Stef.
- Colchicum serpentinum Woronow ex Miscz.
- Colchicum sfikasianum Kit Tan & Iatroú
- Colchicum sieheanum Hausskn. ex Stef.
- Colchicum soboliferum (C.A.Mey.) Stef.
- Colchicum speciosum Steven
- Colchicum stevenii Kunth
- Colchicum szovitsii Fisch. & C.A.Mey.
- Colchicum trigynum (Steven ex Adam) Stearn
- Colchicum triphyllum Kunze
- Colchicum troodi Kotschy in F.Unger & C.G.T.Kotschy
- Colchicum tunicatum Feinbrun
- Colchicum turcicum Janka
- Colchicum tuviae Feinbrun
- Colchicum umbrosum Steven
- Colchicum varians (Freyn & Bornm.) Dyer in B.D.Jackson

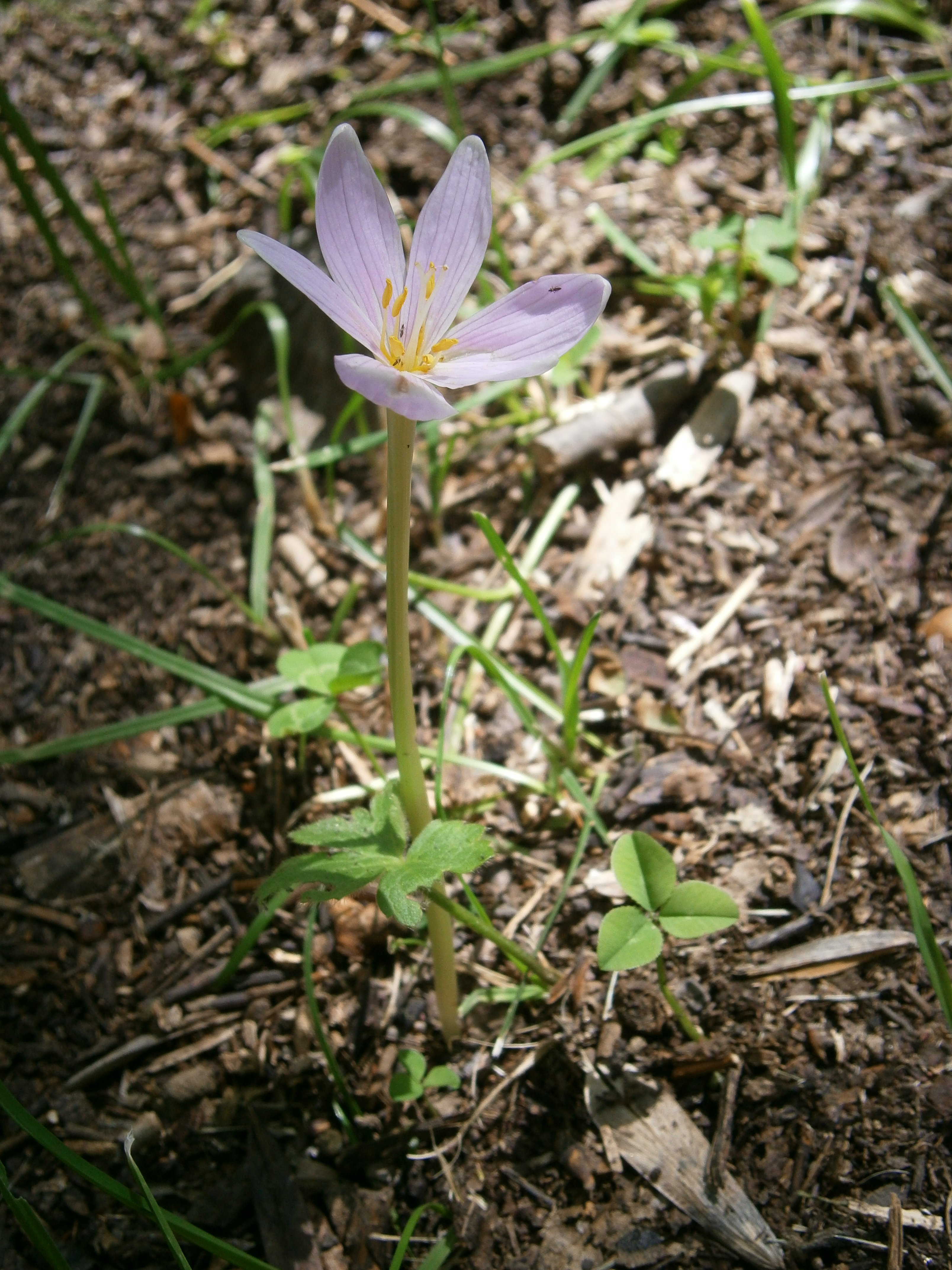
Colchicum alpinum
dans les Grandes Rousses

- Colchicum variegatum L.
- Colchicum wendelboi K.Perss.
- Colchicum woronowii Bokeriya
- Colchicum zahnii Heldr.

## Espèces à tépales soudés

### Espèces européennes
- Colchicum alpinum DC., - le Colchique des Alpes ; espèce miniature des Alpes occidentales, de Corse et d'Italie
- Colchicum autumnale L., - le Colchique d'automne ; répandu dans toute l'Europe moyenne. Les exemplaires à plus grandes fleurs d'Europe orientale sont appelés Colchicum pannonicum Griseb. & Schenk.
- Colchicum bivonae Guss., espèce méditerranéenne à grandes fleurs
- Colchicum corsicum Baker, espèce endémique de Corse proche de Colchicum alpinum
- Colchicum cupanii Guss., espèce méditerranéenne miniature dont les fleurs apparaissent parmi les jeunes feuilles
- Colchicum hungaricum Janka, espèce miniature des Balkans à floraison printanière
- Colchicum lusitanum Brot. (Syn. Colchicum tenorii Parl.), espèce d'Italie et de la péninsule ibérique, proche de Colchicum autumnale
- Colchicum multiflorum Brot., espèce très florifère de la péninsule ibérique, proche de Colchicum autumnale
- Colchicum neapolitanum (Ten.) Ten. (Syn. Colchicum longifolium Castagne), espèce méditerranéenne proche de Colchicum autumnale qu'on rencontre notamment en Provence
- Colchicum parnassicum Sart., Orph. & Heldr. ex Boiss., espèce endémique des montagnes de Grèce
- Colchicum variegatum L., espèce miniature de Grèce et de Turquie, dont les tépales qui s’étalent en étoile présentent un fin motif en damier, un peu comme celui de la fritillaire pintade (Fritillaria meleagris).

### Espèces d'Asie mineure
- Colchicum baytopiorum C.Brickell, espèce miniature dont les fleurs apparaissent parmi les jeunes feuilles
- Colchicum cilicicum (Bois.) Dammer - le colchique de Cilicie, espèce légèrement parfumée très florifère
- Colchicum speciosum Steven, espèce variable à grandes fleurs en calice à tube robuste, qui résistent bien aux intempéries.
  - var. bornmuelleri (Freyn) Bergmans, souvent élevé au rang d'espèce (Colchicum bormuelleri Freyn), a de plus grandes fleurs en coupe à large gorge blanche, étamines brunâtres (jaunes chez le type) et tube émeraude.
  - Le taxon appelé Colchicum giganteum S. Arn. est une forme à très grandes fleurs.

## Espèces à tépales libres

### Floraison printanière
- Colchicum bulbocodium Ker Gawl., la campanette - Syn. Bulbocodium vernum L., Colchicum vernum (L.) Stef. : Pyrénées orientales, Alpes occidentales. La campanette, qui fleurit parmi les jeunes feuilles à la fonte des neiges, ressemble à un crocus.
  - subsp. versicolor (Ker Gawl.) K.Perss. - Syn. Bulbocodium versicolor (Ker Gawl.) Spreng., Colchicum versicolor Ker Gawl. : Europe orientale jusqu'au Caucase. À plus petite fleur.
- Colchicum androcymbioideum (Valdés) K.Perss. – Syn. Merendera androcymbioides Valdés : endémique du sud de l’Espagne (Torre del Campo)
- Colchicum soboliferum (Fisch. et C.A.Mey.) Stef. - Syn. Merendera sobolifera C.A.Mey. : Balkans et Asie mineure. Les cormes filles apparaissent au bout de stolons ; d'où son nom d'espèce.
- Colchicum trigynum (Adams) Stearn - Syn. Merendera trigyna (Steven ex Adams) Stapf, Merendera caucasica M.Bieb. : Balkan, Asie mineure
- Colchicum kurdicum Stef. - Syn. Merendera kurdica Bornm. : Asie mineure
- Colchicum robustum (Bunge) Stef. - Syn. Merendera persica Boiss., Merendera hissarica Regel : Asie mineure et Asie centrale.

### Floraison automnale
- Colchicum montanum L., le colchique des Pyrénées - Syn. Merendera montana Lange, Merendera pyrenaica (Pourr.) P. Fourn. : Pyrénées centrales et péninsule ibérique. Les feuilles canaliculées apparaissant en fin de floraison.
- Colchicum atticum Spruner ex Tommas - Syn. Merendera attica (Spruner ex Tomm.) Boiss. & Spruner, Merendera rhodopaea Velen. : endémique de Bulgarie et de Grèce
- Colchicum filifolium (Cambess.) Stef. - Syn. Merendera filifolia Cambess. : région méditerranéenne occidentale, à feuilles filiformes ; très rare et protégée en France : littoral des Bouches-du-Rhône (Côte Bleue)

## Photos d’autres espèces

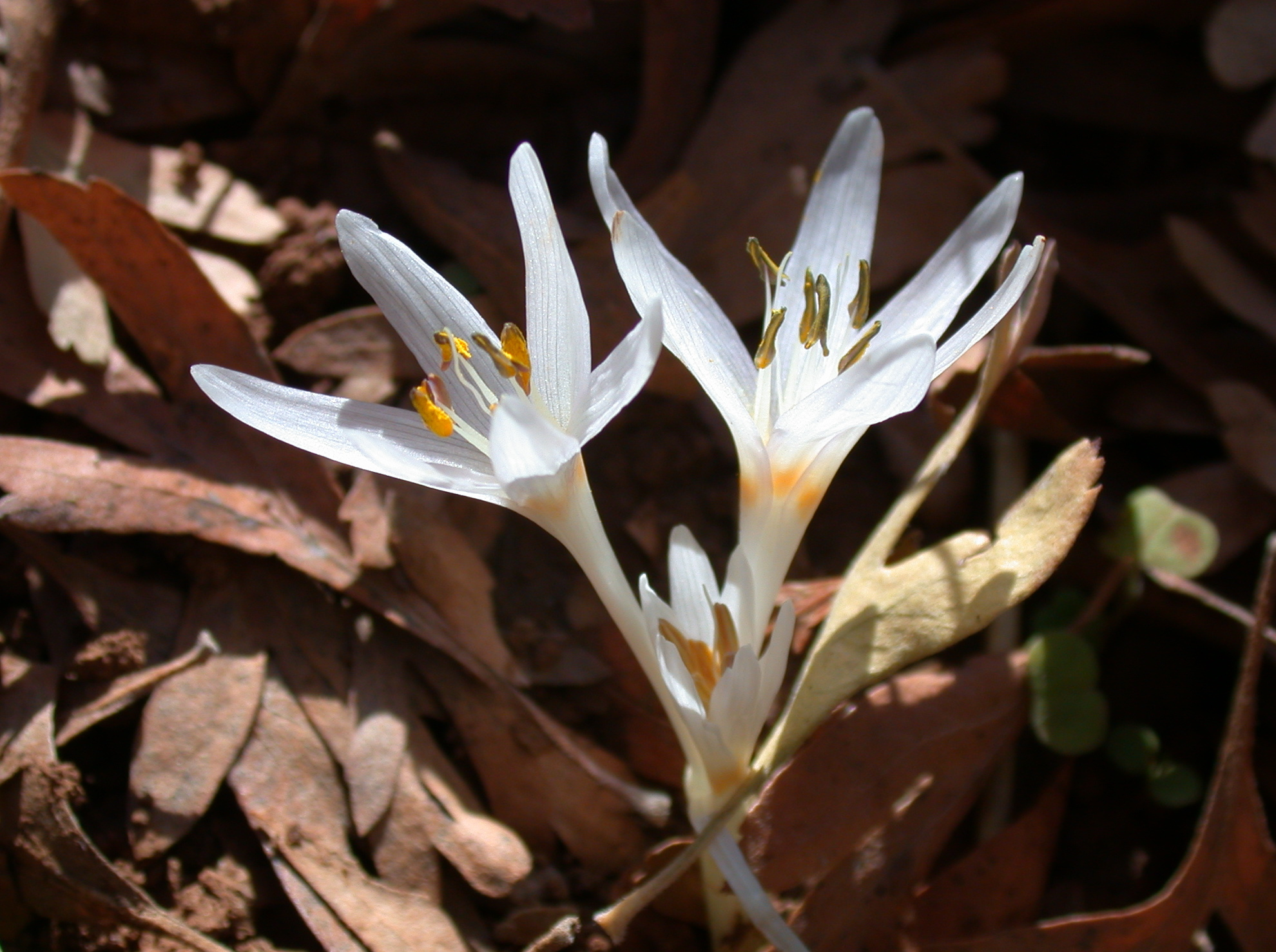
Colchicum antilibanoticum
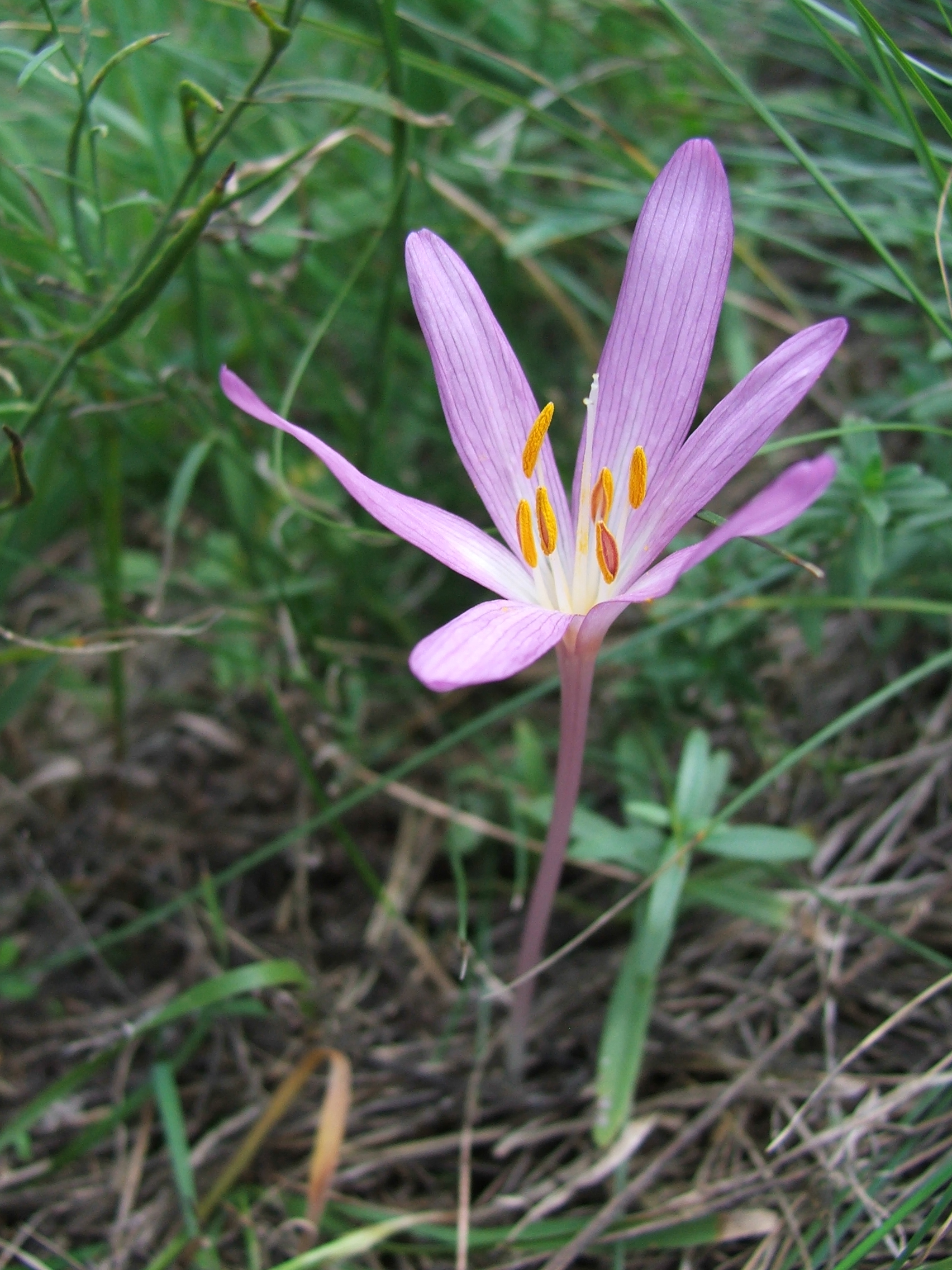
Colchicum arenarium
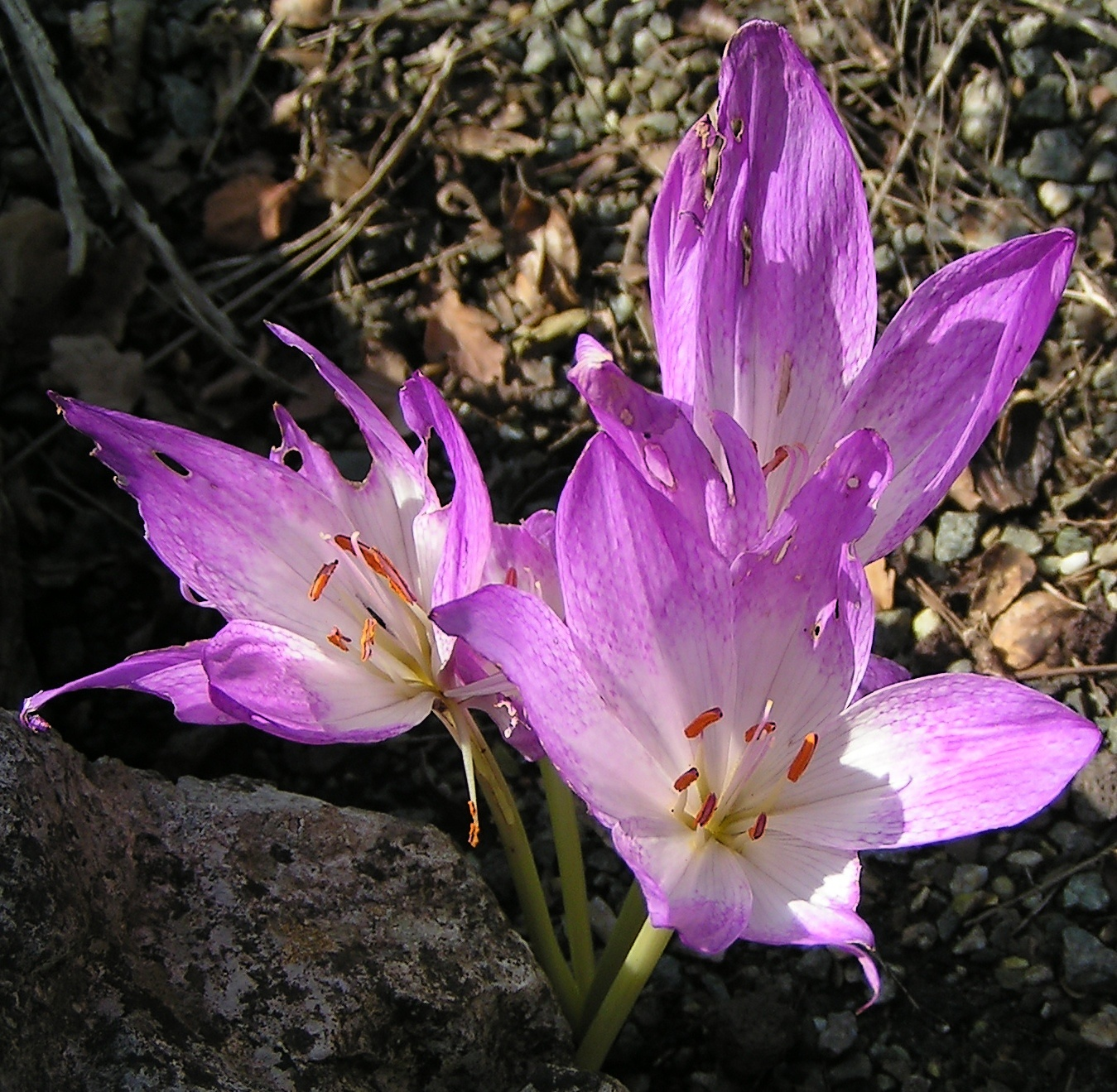
Colchicum bivonae
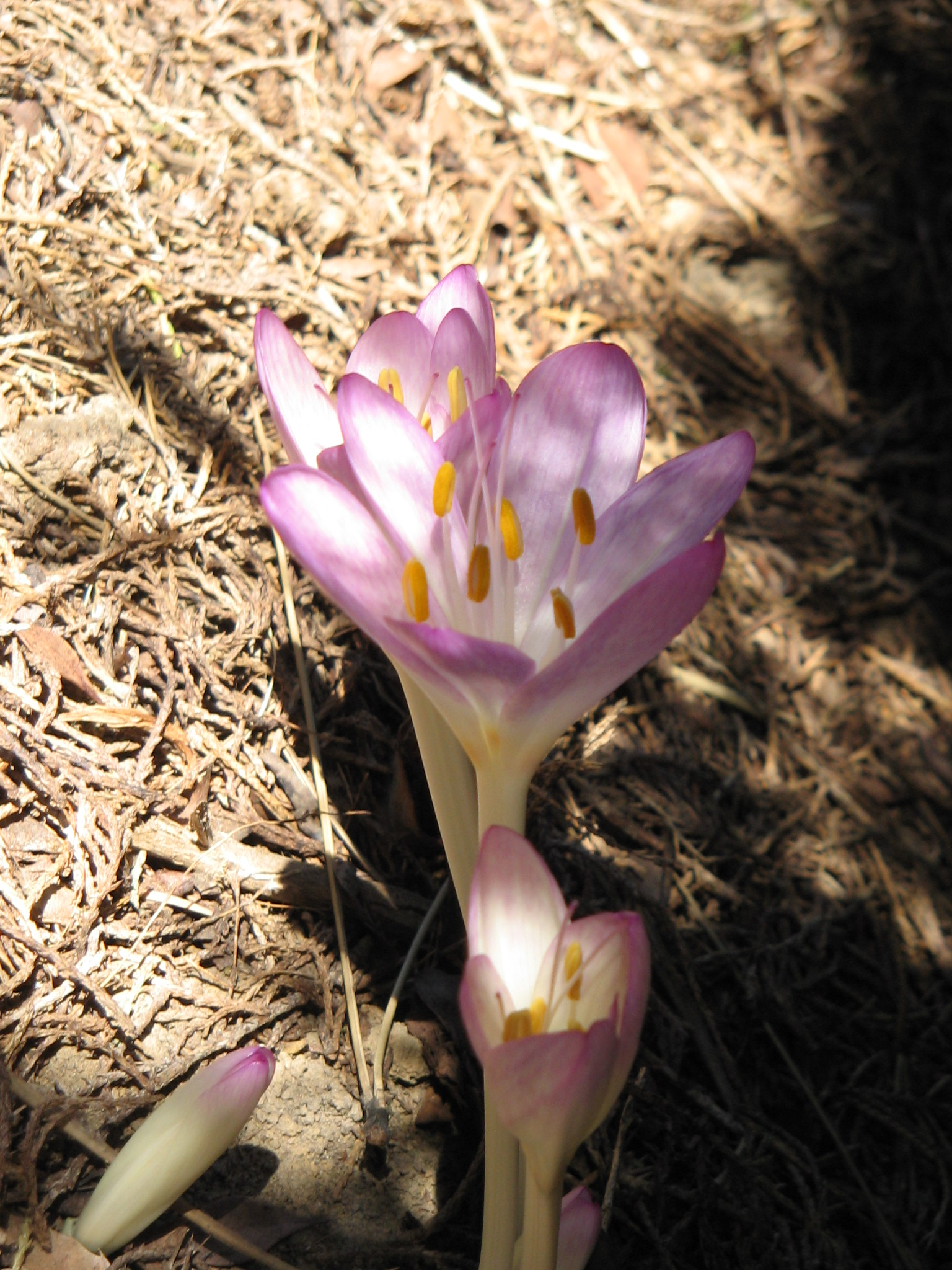
Colchicum cilicicum
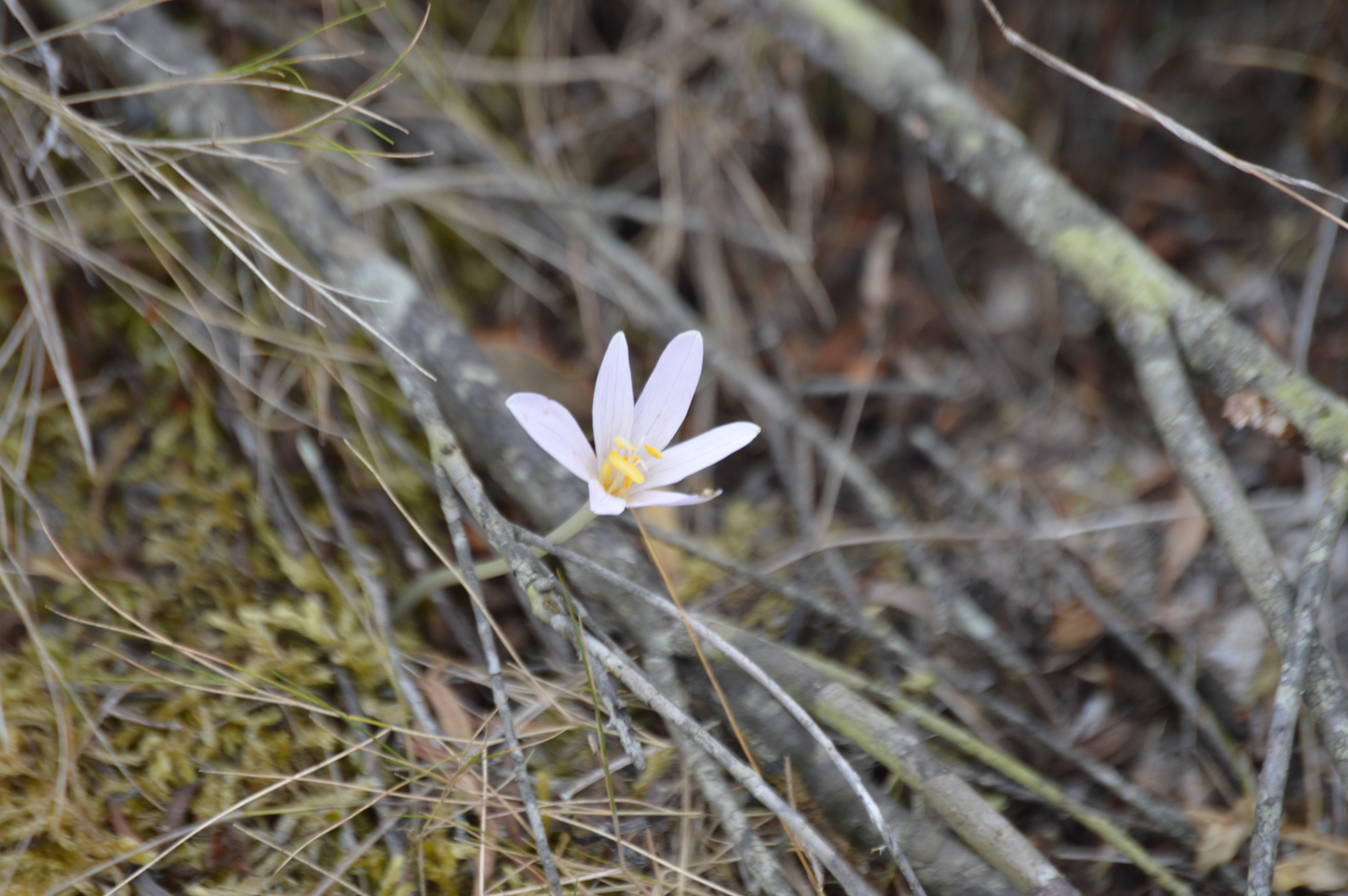
Colchicum corsicum
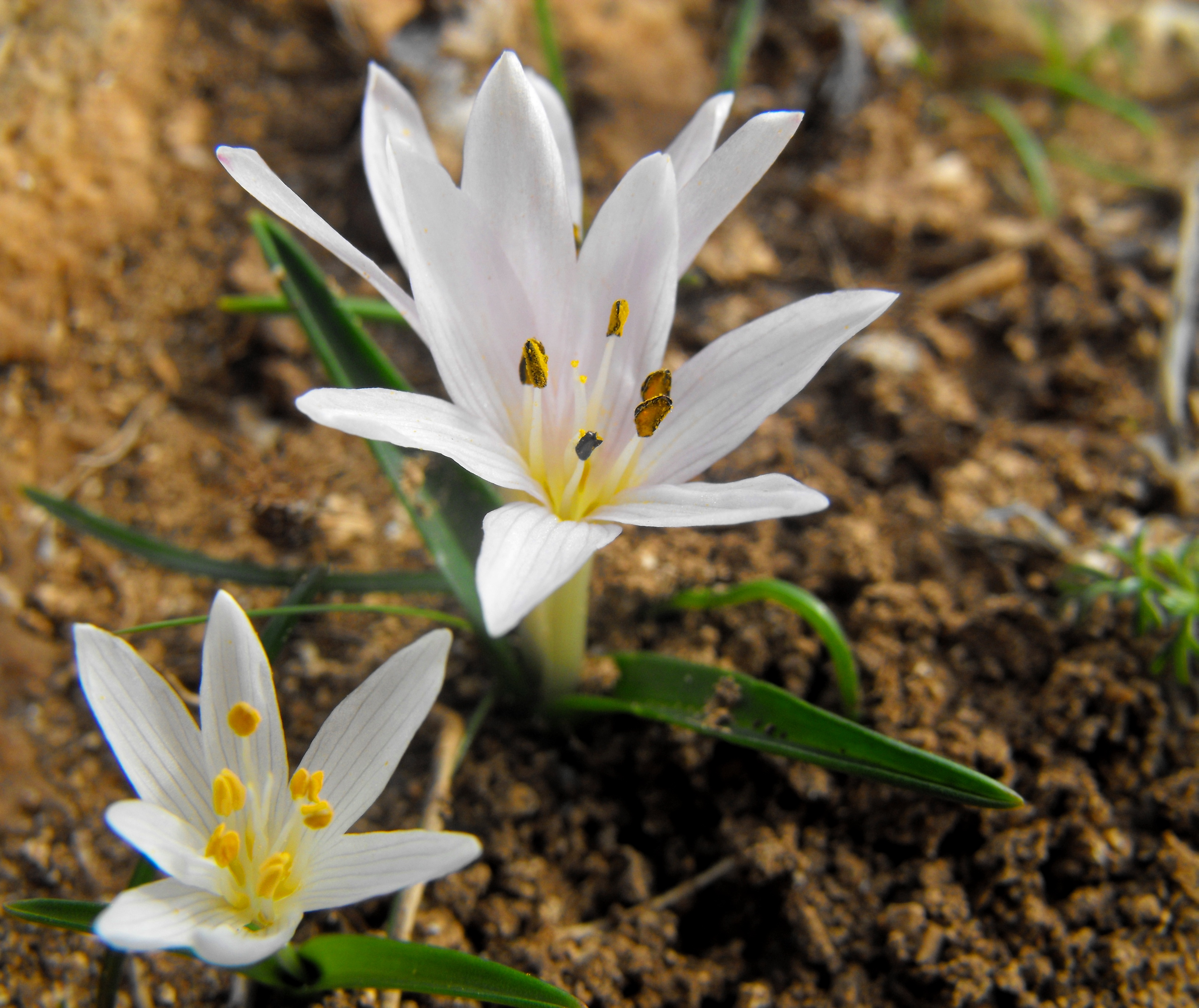
Colchicum cupanii
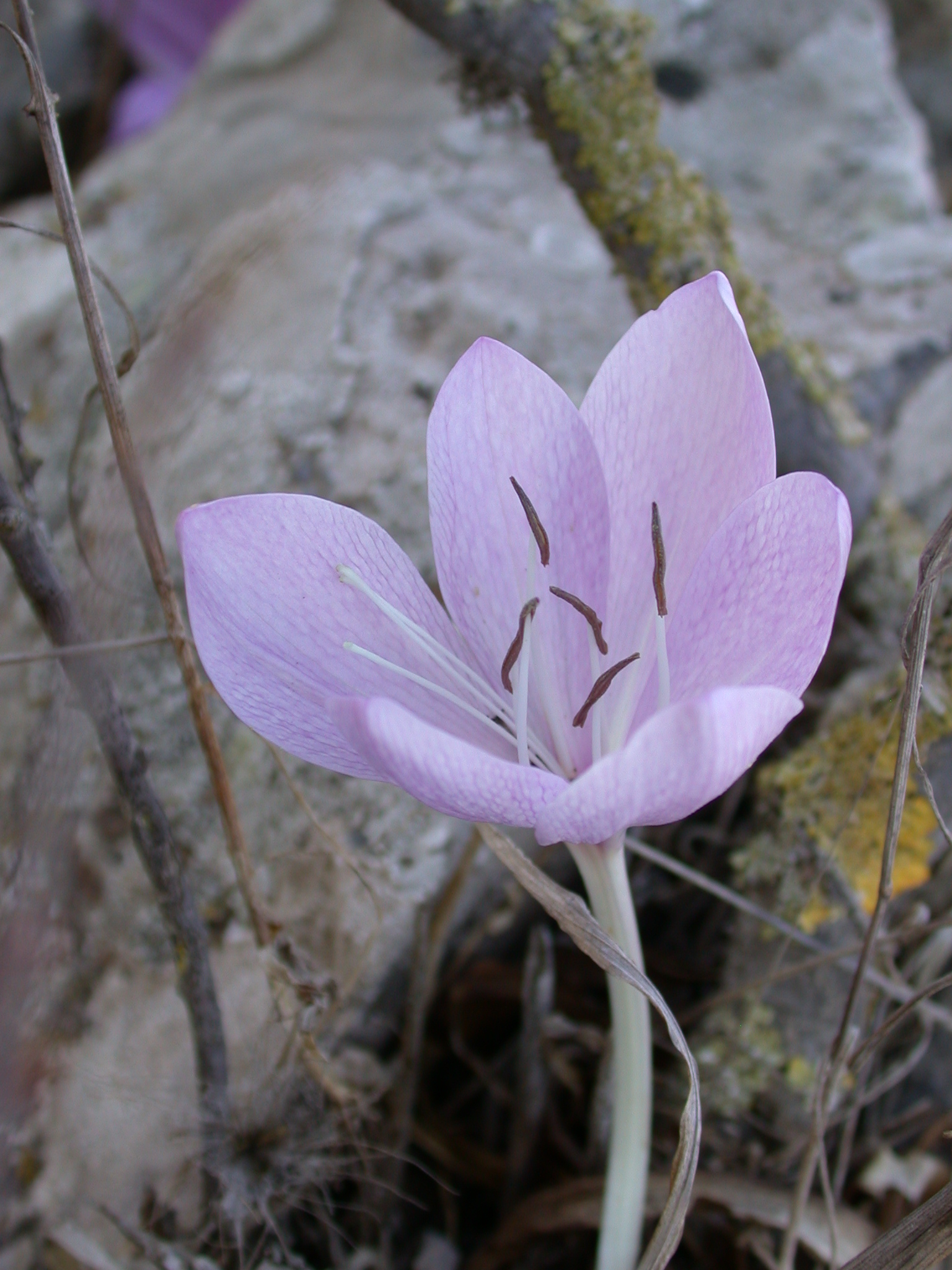
Colchicum feinbruniae
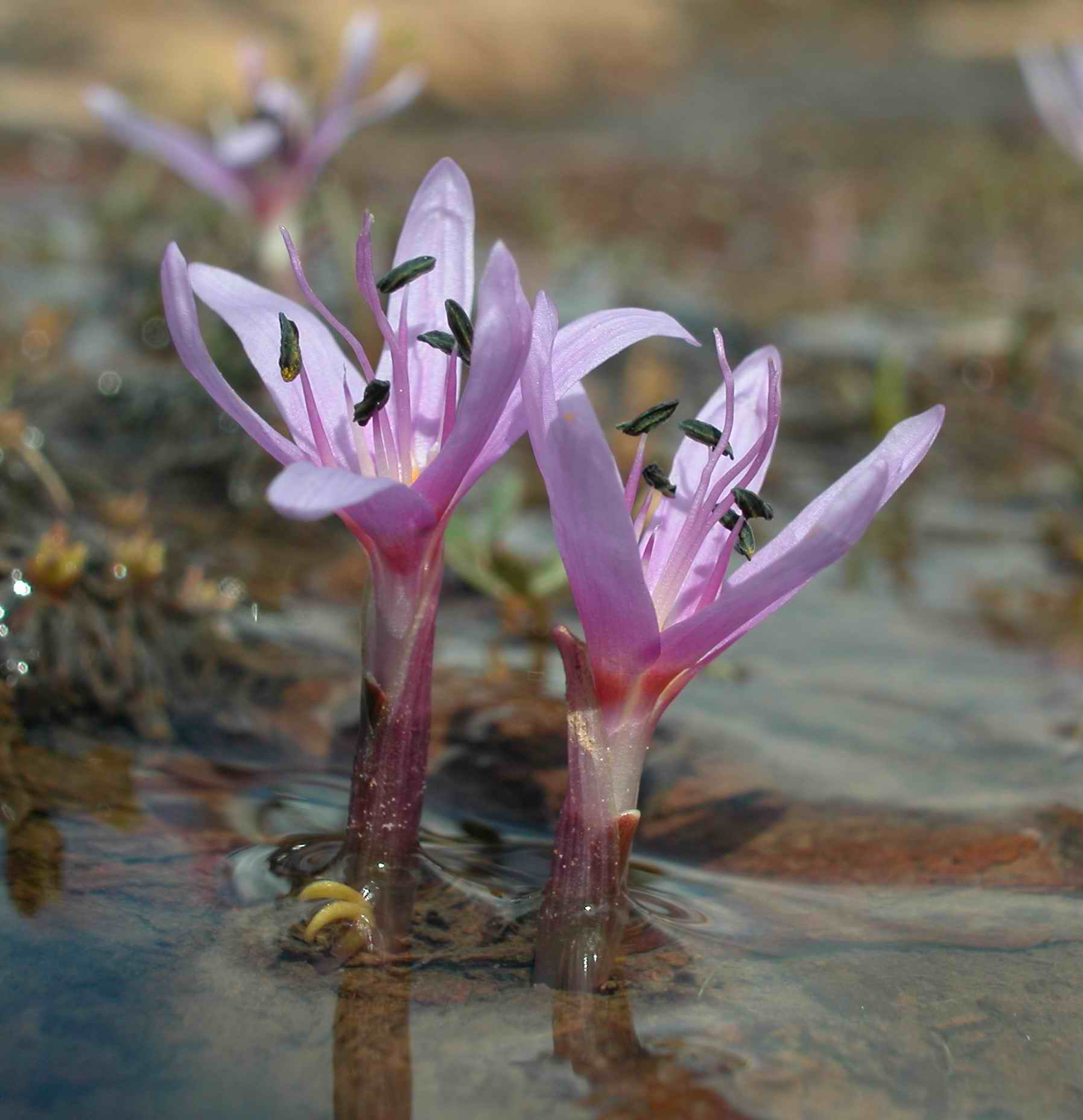
Colchicum figlalii
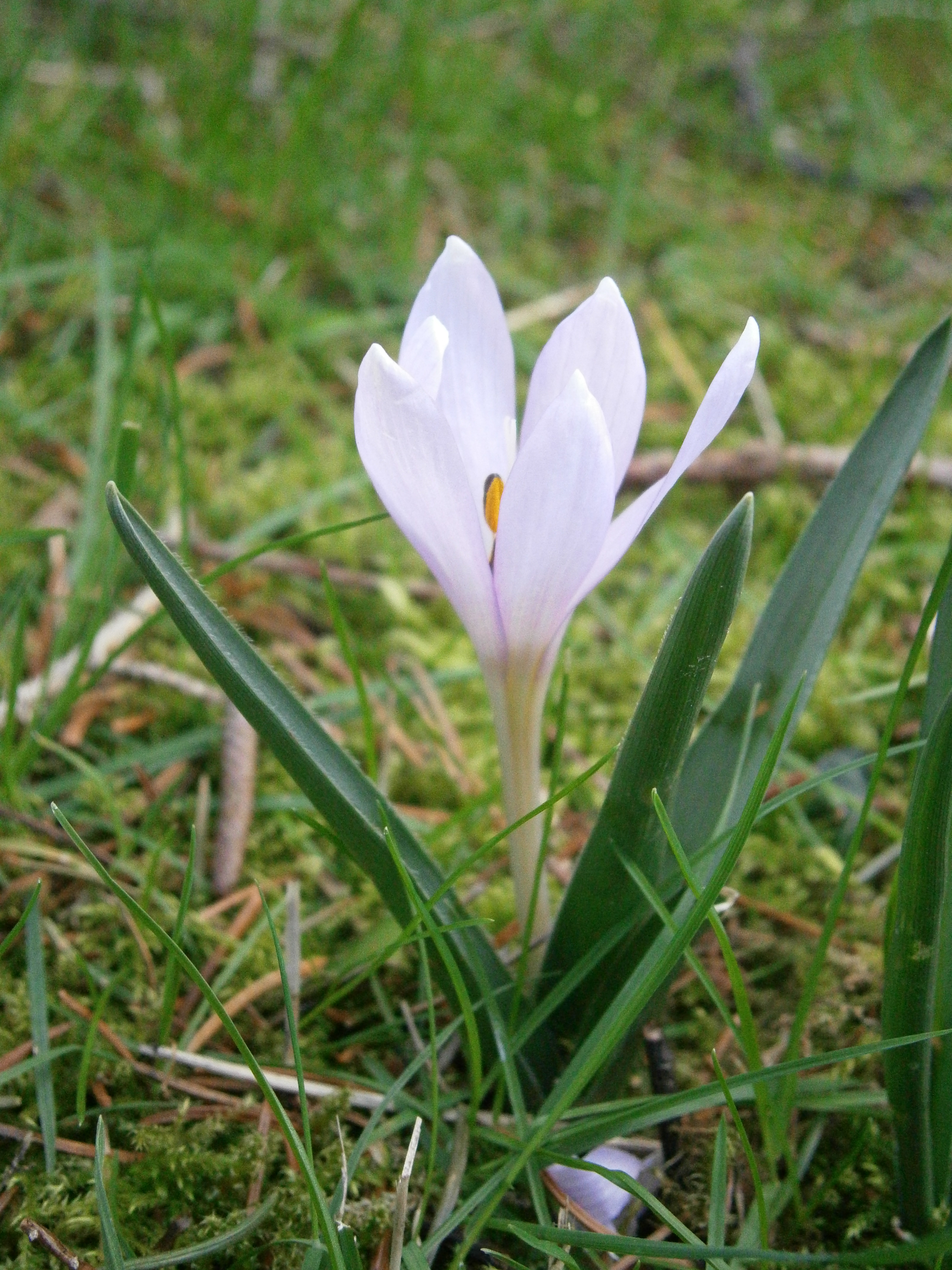
Colchicum hungaricum
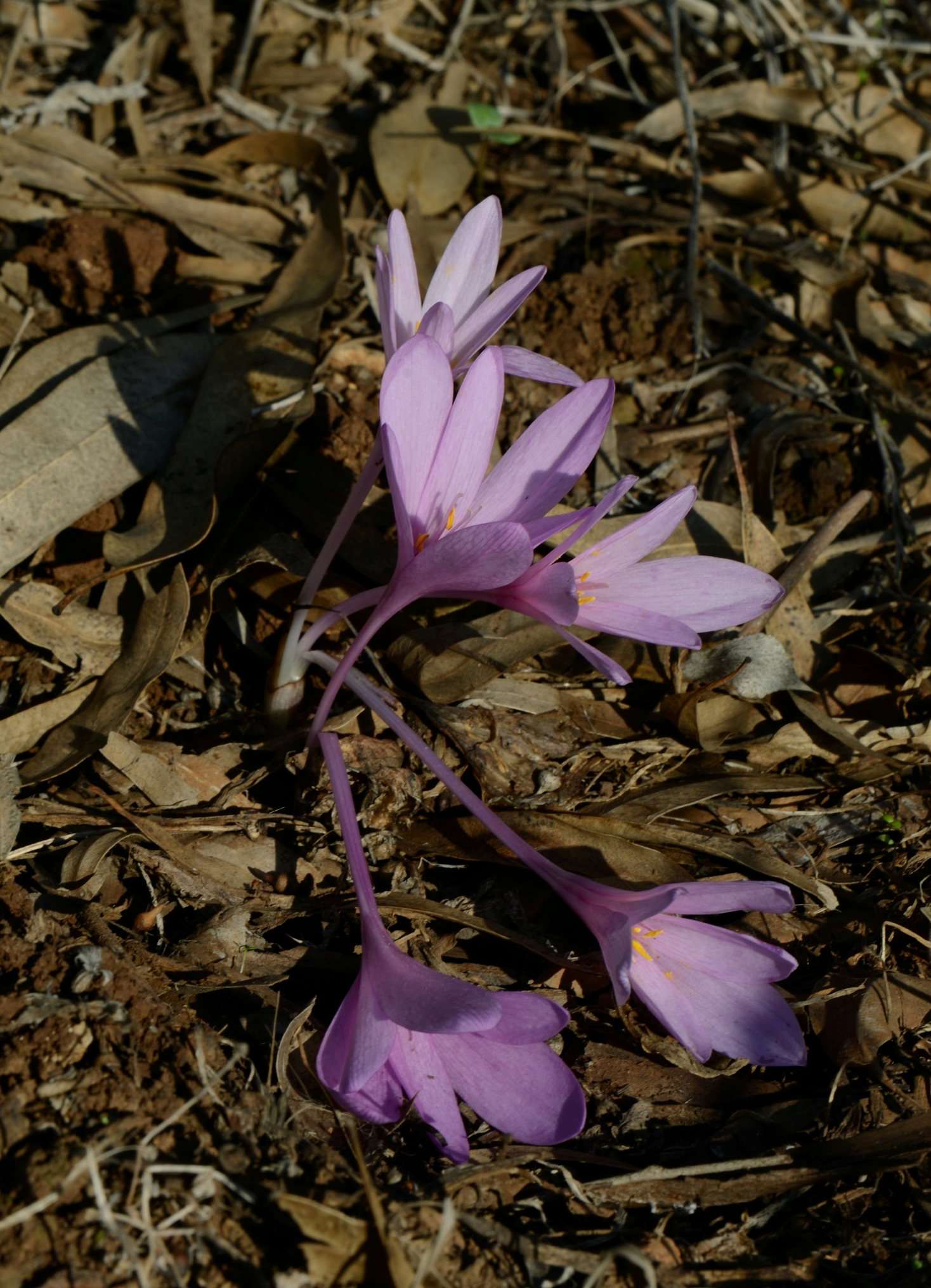
Colchicum hierosolymitanum
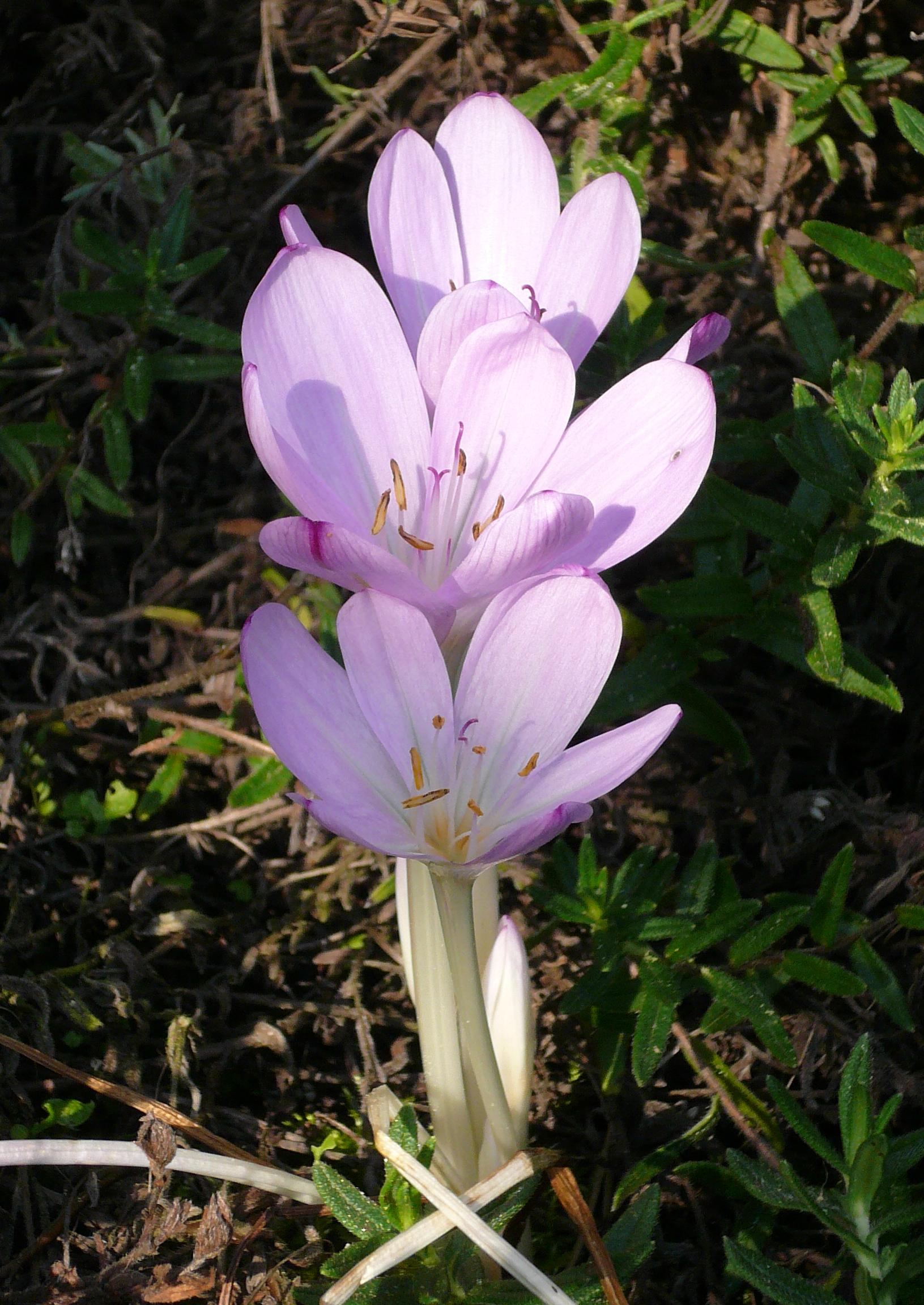
Colchicum lusitanum
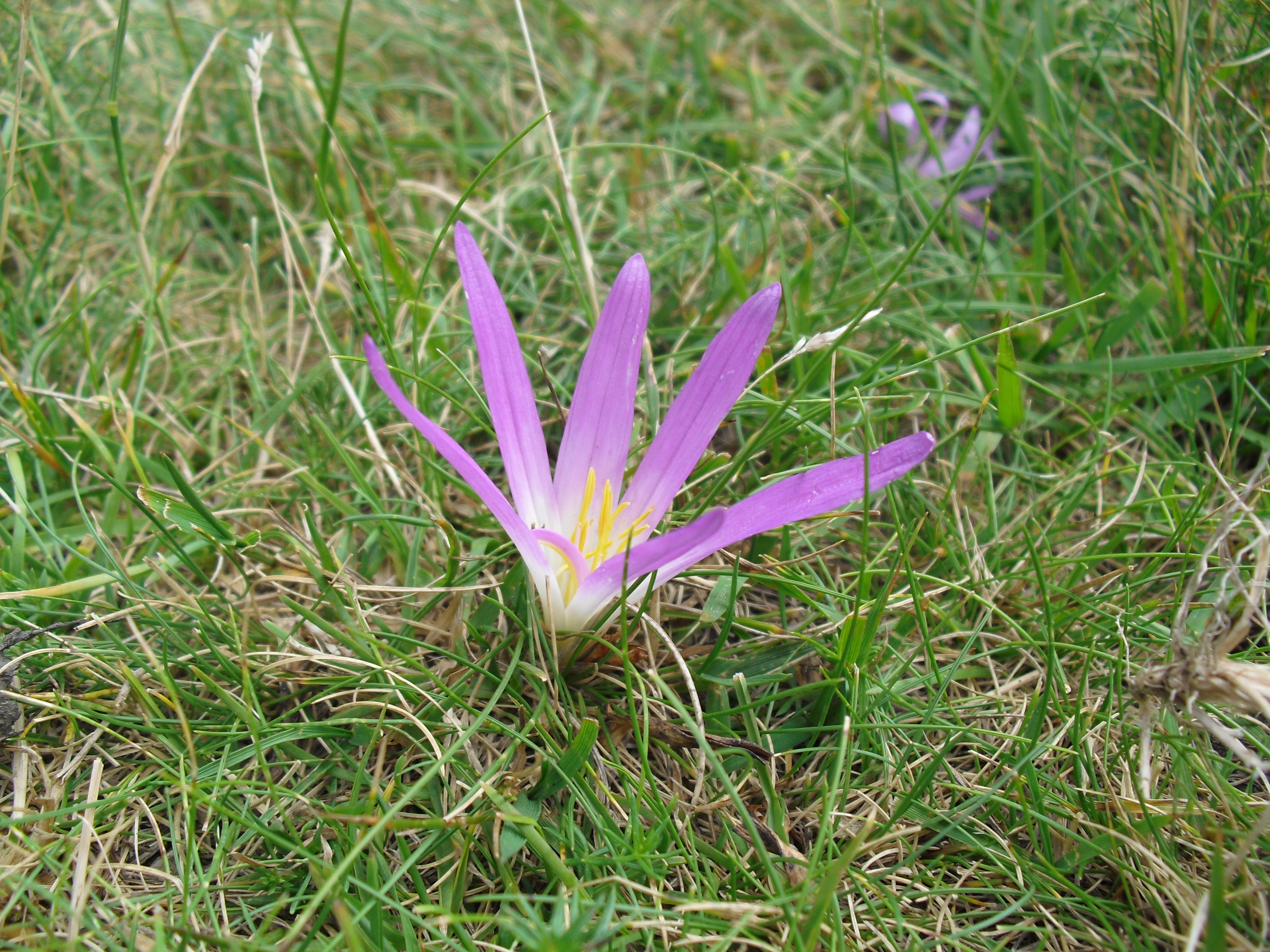
Colchicum montanum
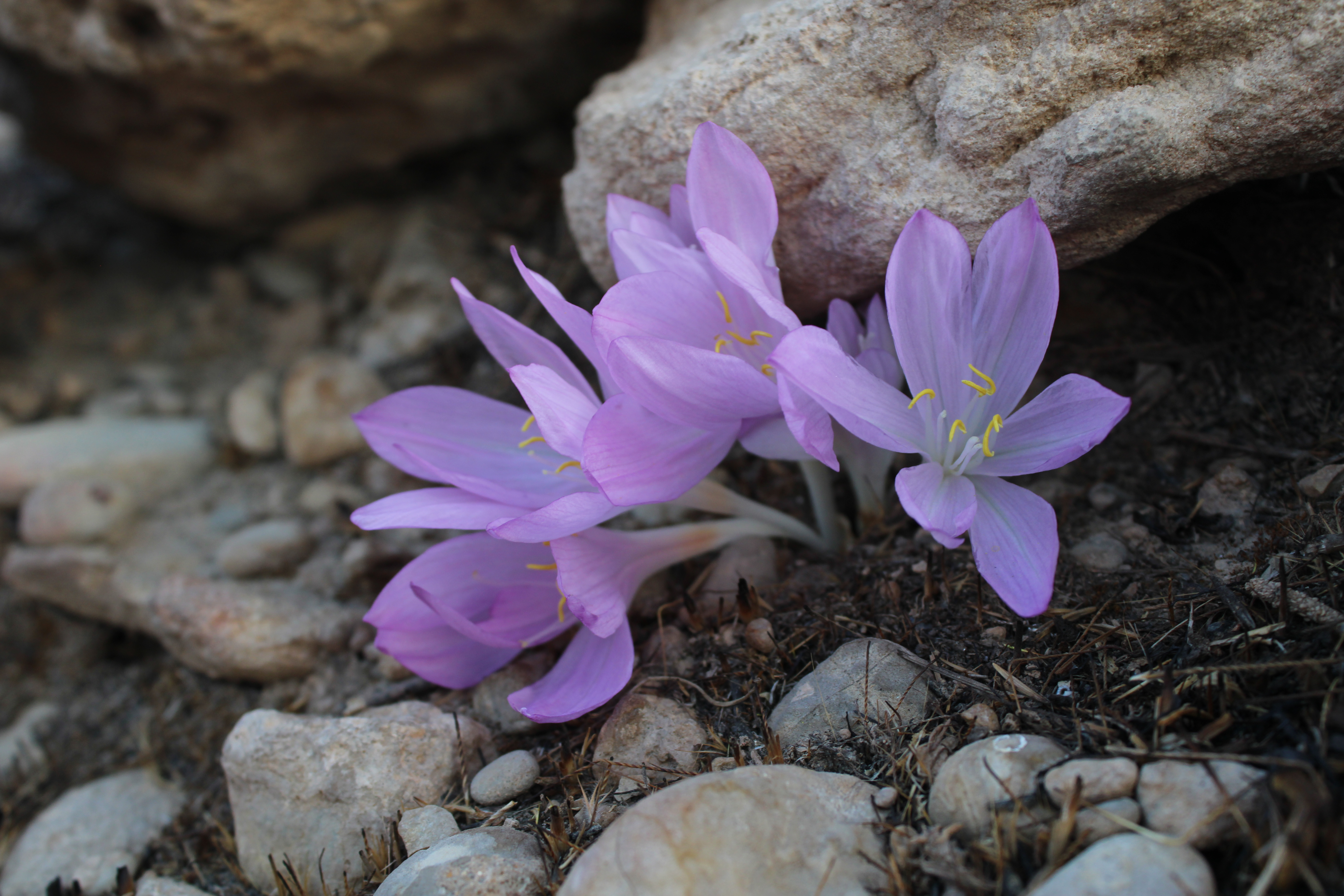
Colchicum persicum
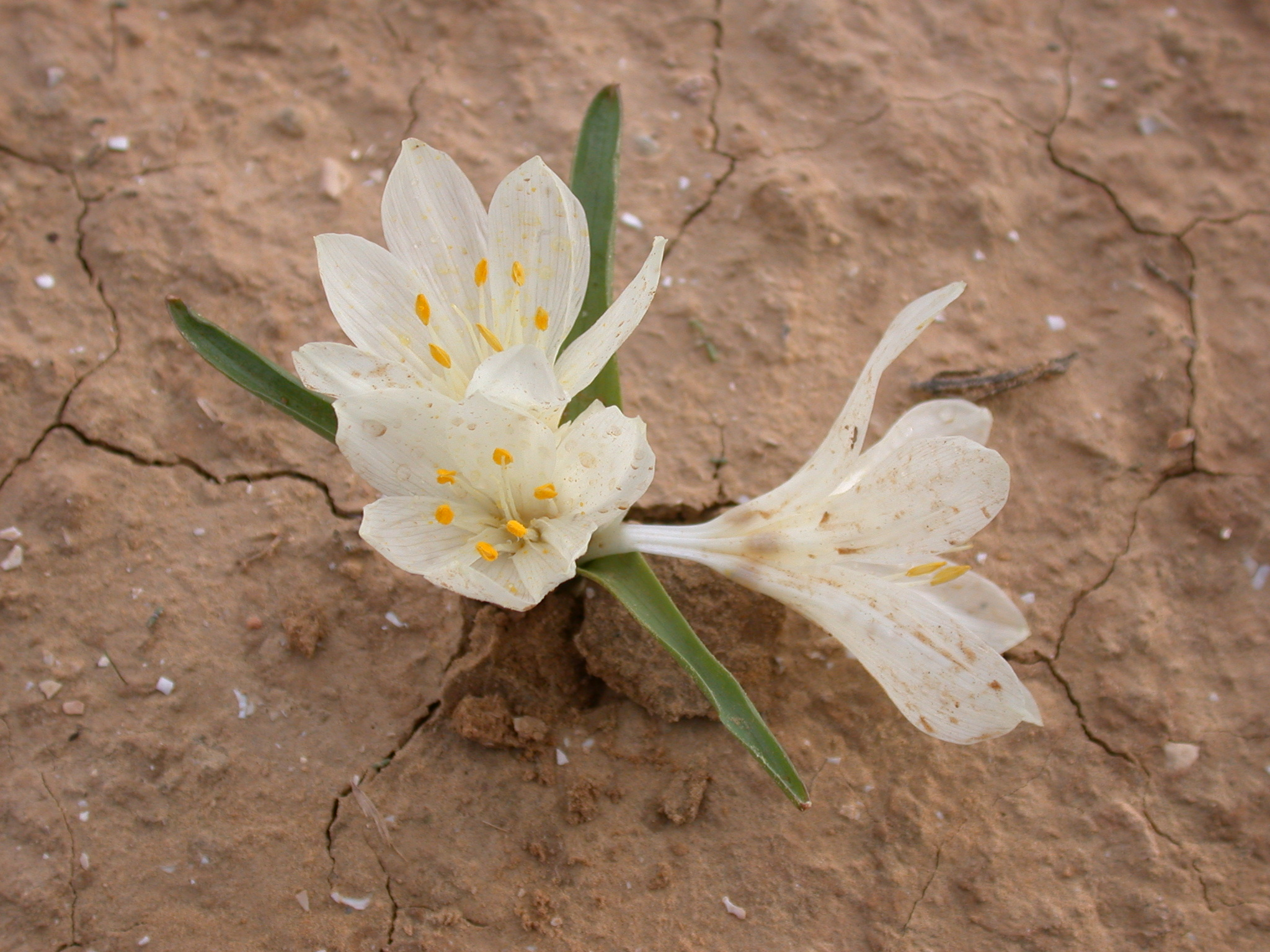
Colchicum ritchii
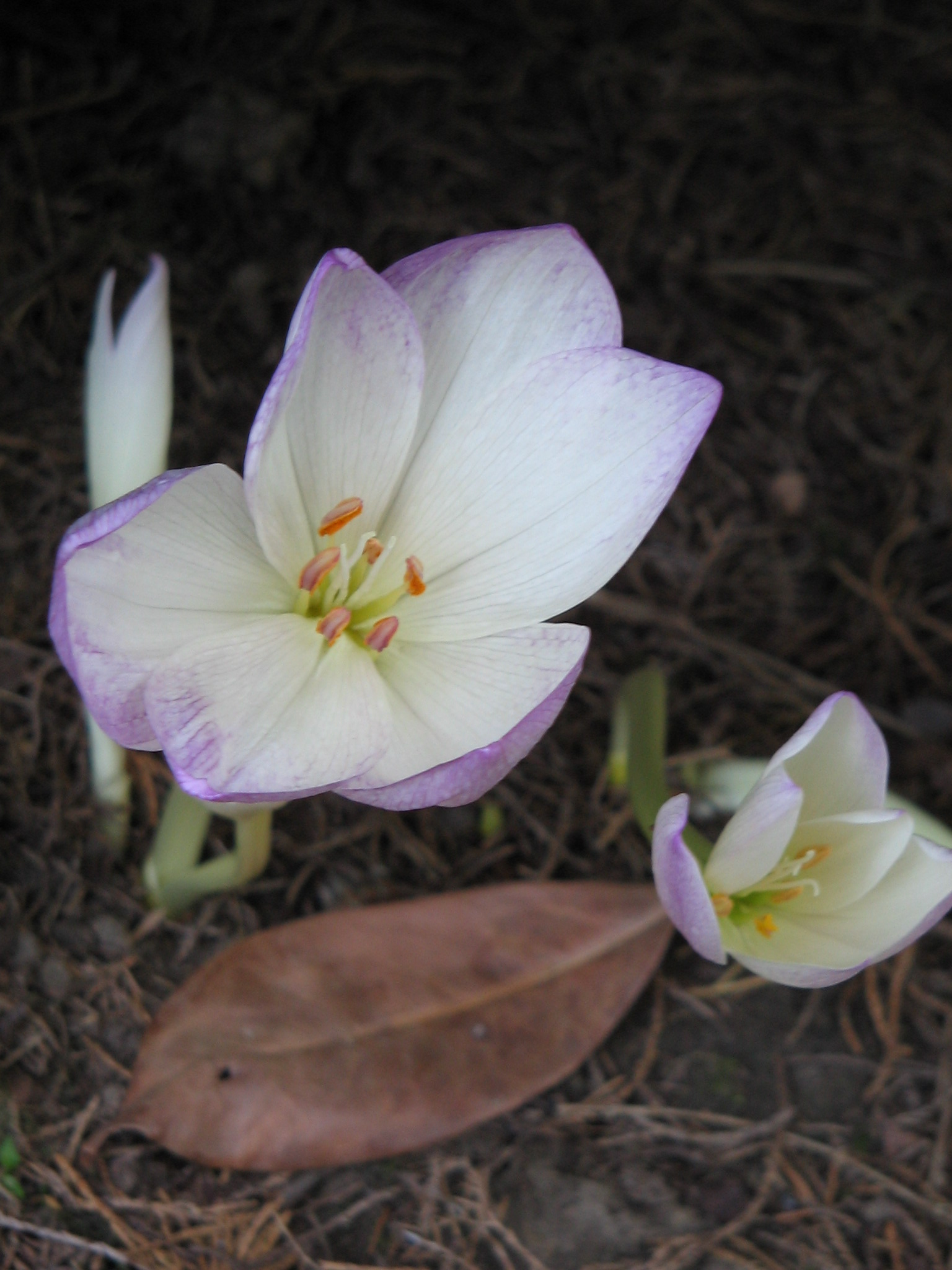
Colchicum speciosum var. bornmuelleri
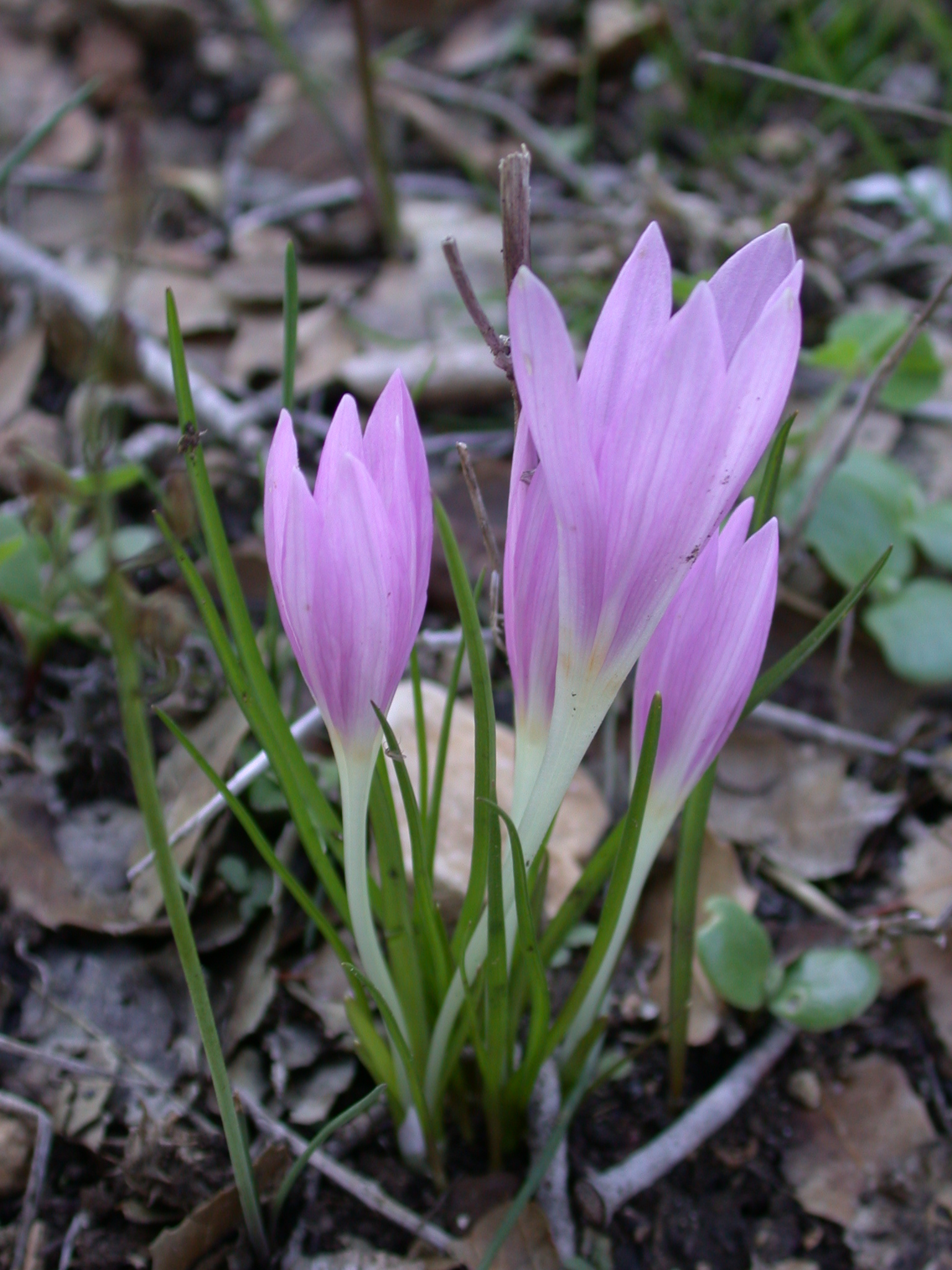
Colchicum stevenii
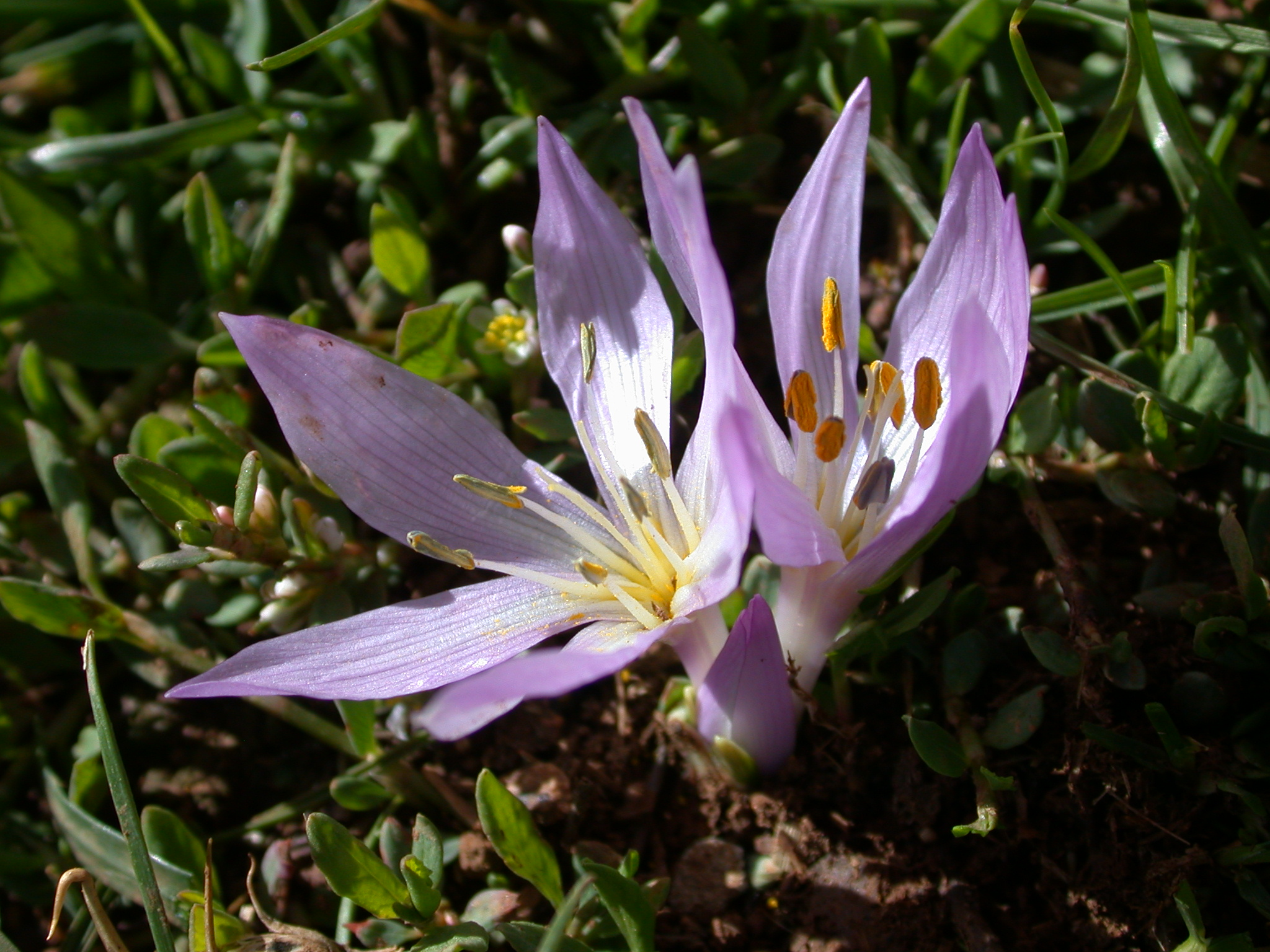
Colchicum szovitsii subsp. brachyphyllum
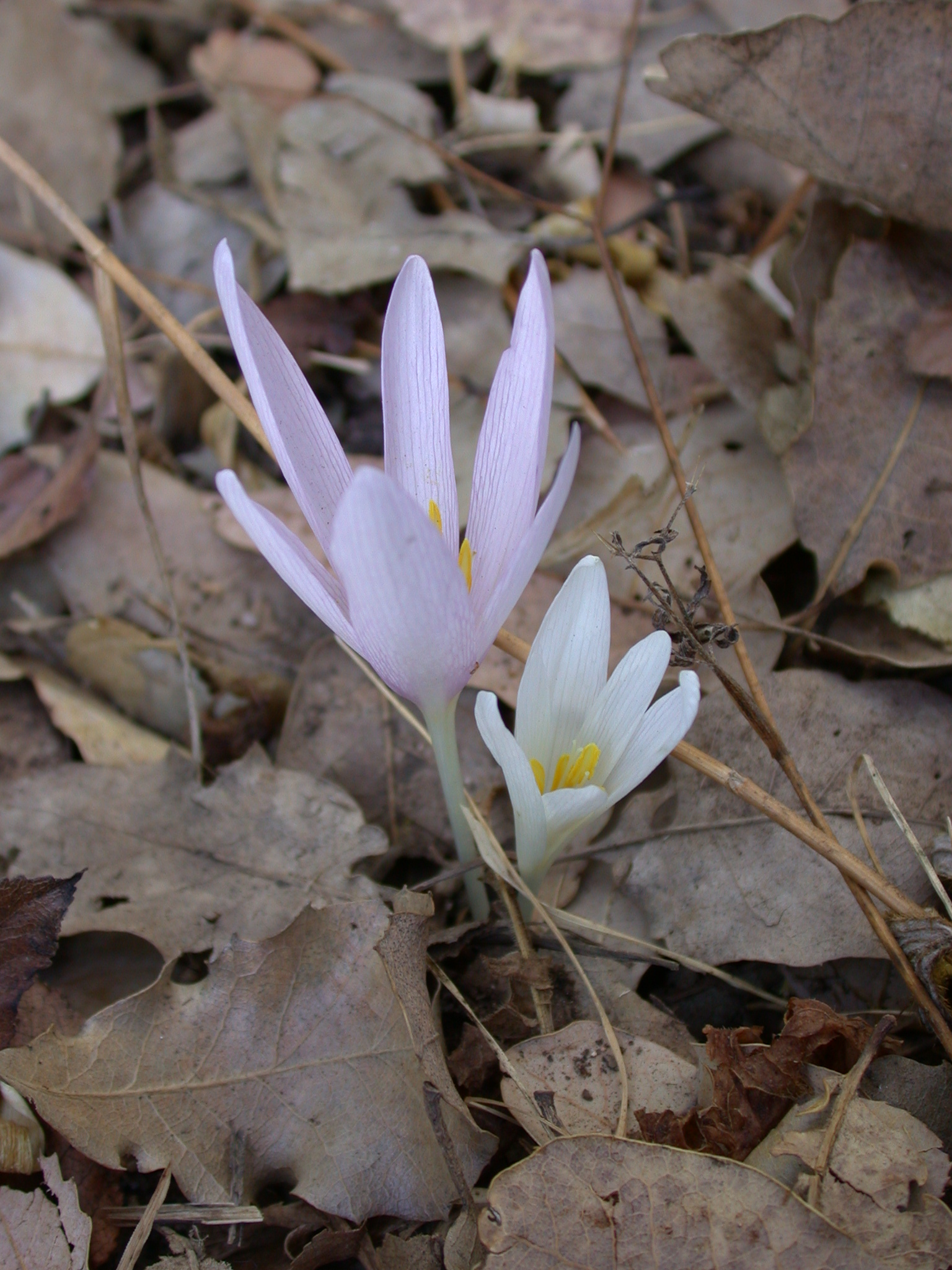
Colchicum troodi
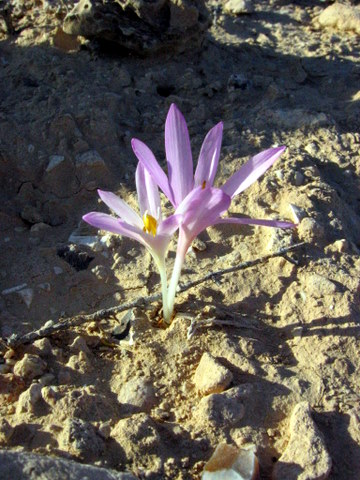
Colchicum tunicatum
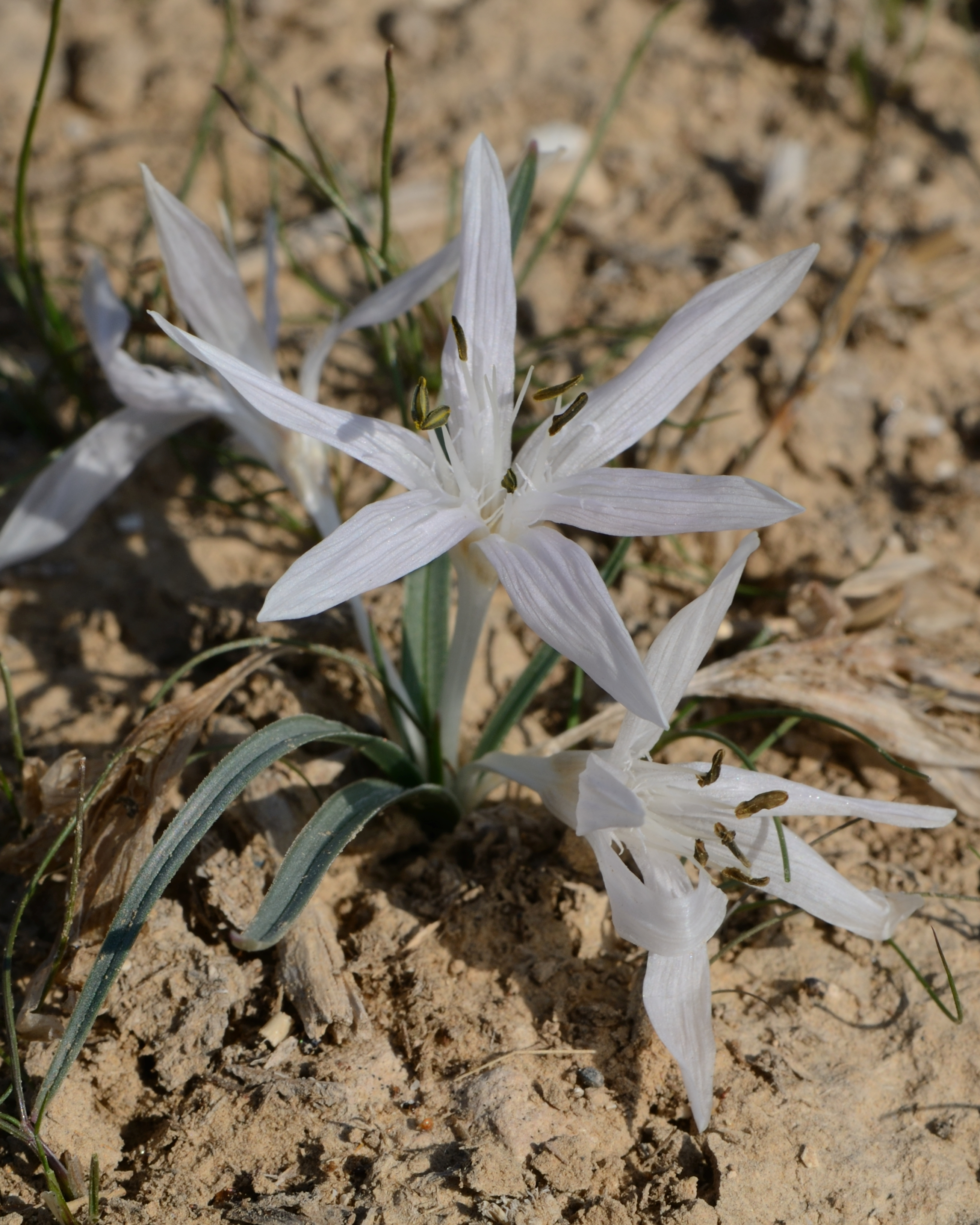
Colchicum tuviae
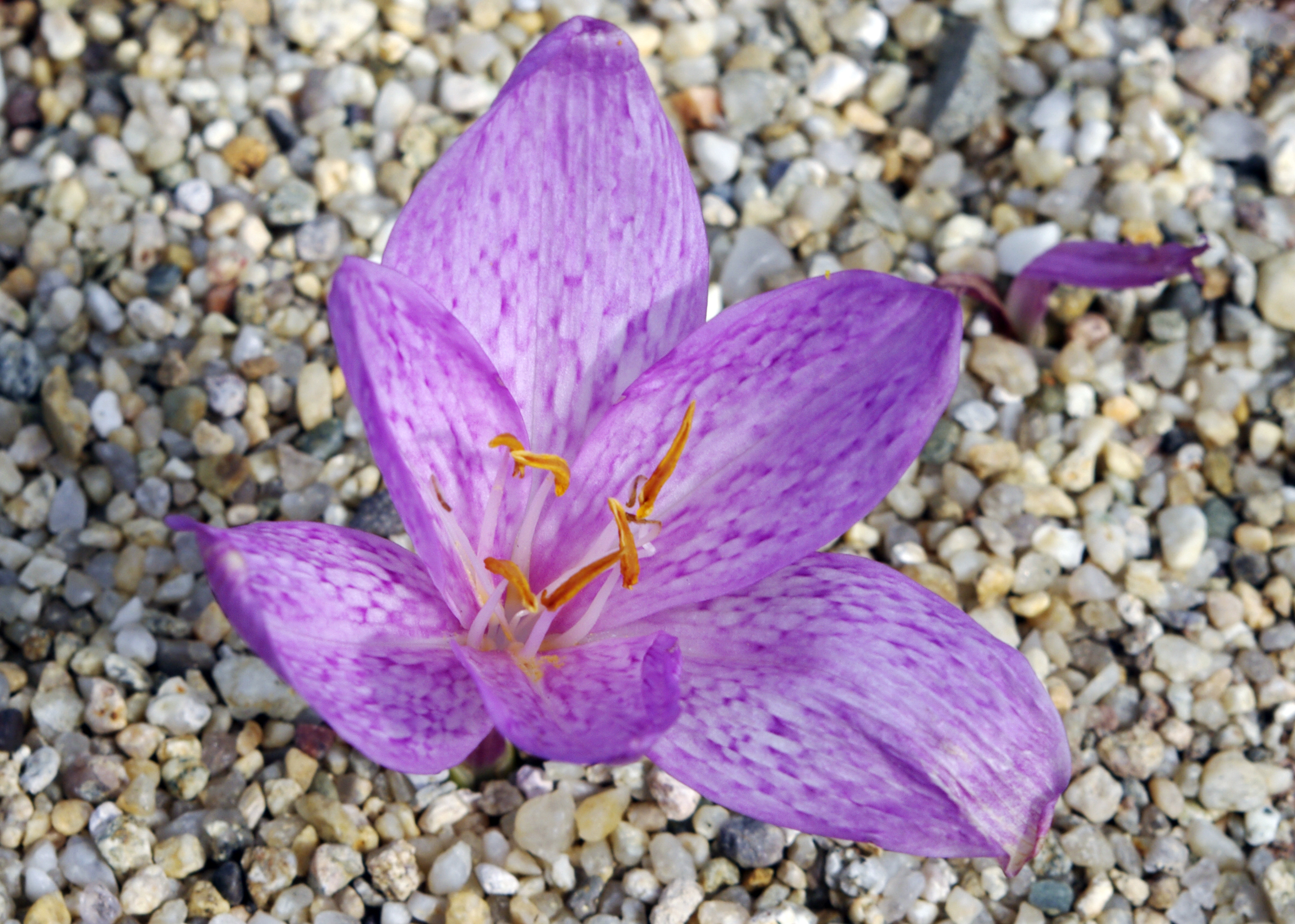
Colchicum variegatum

## Sélections horticoles

### Cultivars
- Il existe des sélections de Colchicum autumnale à fleurs doubles (‘Pleniflorum’), blanches simples (‘Album’) et doubles (‘Albumplenum’), et vineuses (‘Atropurpureum’).
- Colchicum speciosum 'Album' est une sélection à fleurs blanches en forme de tulipe et à tube émeraude.

### Hybrides
- Colchicum ×agrippinum hort. ex Baker, est un hybride très ancien de formule probable Colchicum autumnale × Colchicum variegatum. C. agrippinum a des fleurs plus claires et à motif en damier moins marqué que celles de C. variegatum. Il fleurit plus tôt et est plus rustique que ce dernier.
- Colchicum ×byzantinum Ker Gawl. (Syn. Colchicum autumnale 'Major'), le colchique de Byzance, est un taxon stérile très florifère, connu depuis le XVIIe siècle, qu'on met souvent fleurir 'à sec' sur une tablette de fenêtre. On considère actuellement que c'est un hybride de formule probable Colchicum autumnale × Colchicum cilicicum. 'Album' est une sélection à fleurs blanches avec un soupçon de rose.
- Les hybrides à grandes fleurs, comme 'Lilac Wonder' et 'Giant', sont issus de croisement entre principalement Colchicum bivonae Guss. et Colchicum speciosum Steven.
- 'Waterlily' - à fleur double ressemblant à un nymphéa miniature - a été obtenu au début du XXe siècle en pollinisant Colchicum speciosum 'Album' par du pollen de Colchicum autumnale 'Alboplenum'[8].

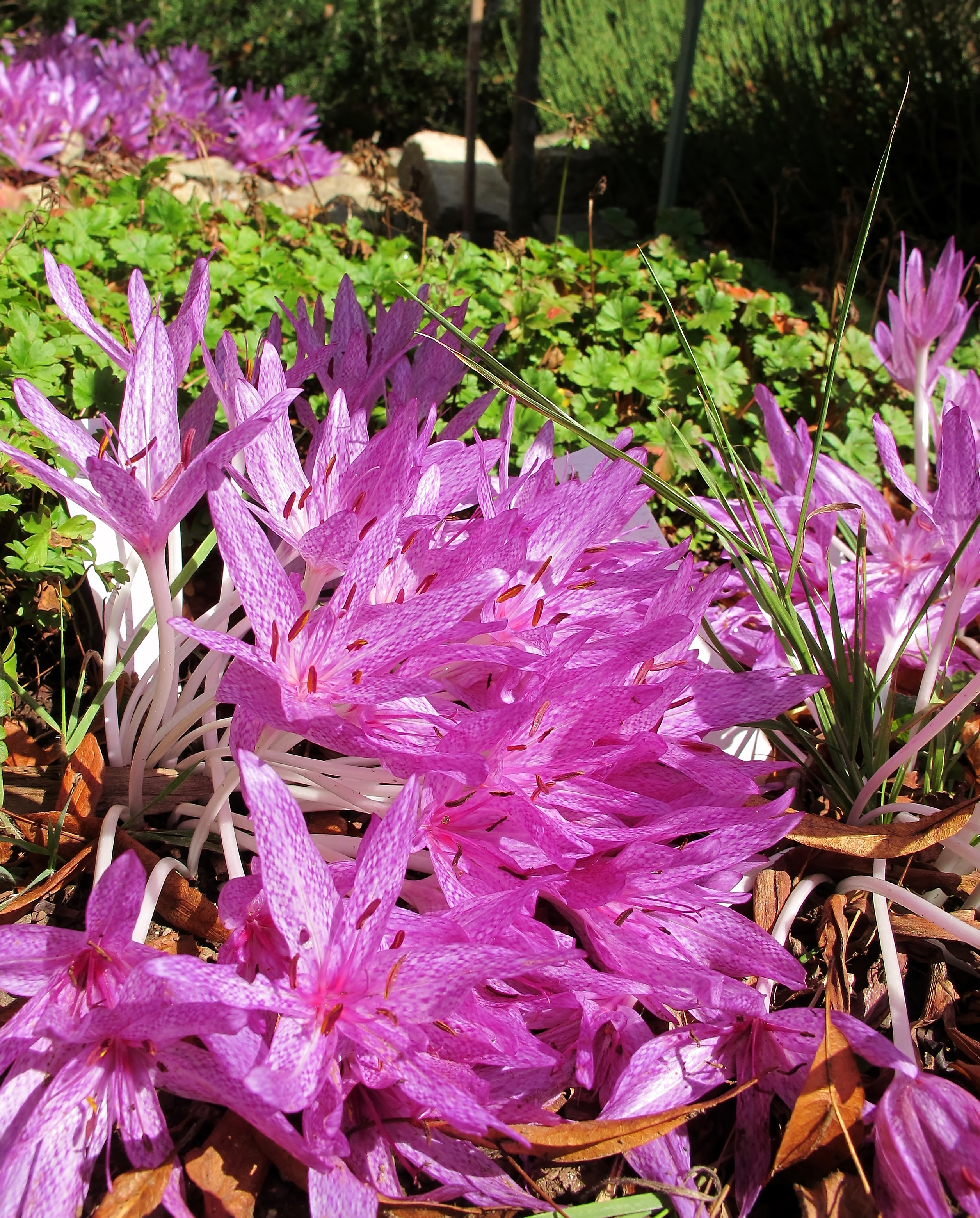
Colchicum ×agrippinum
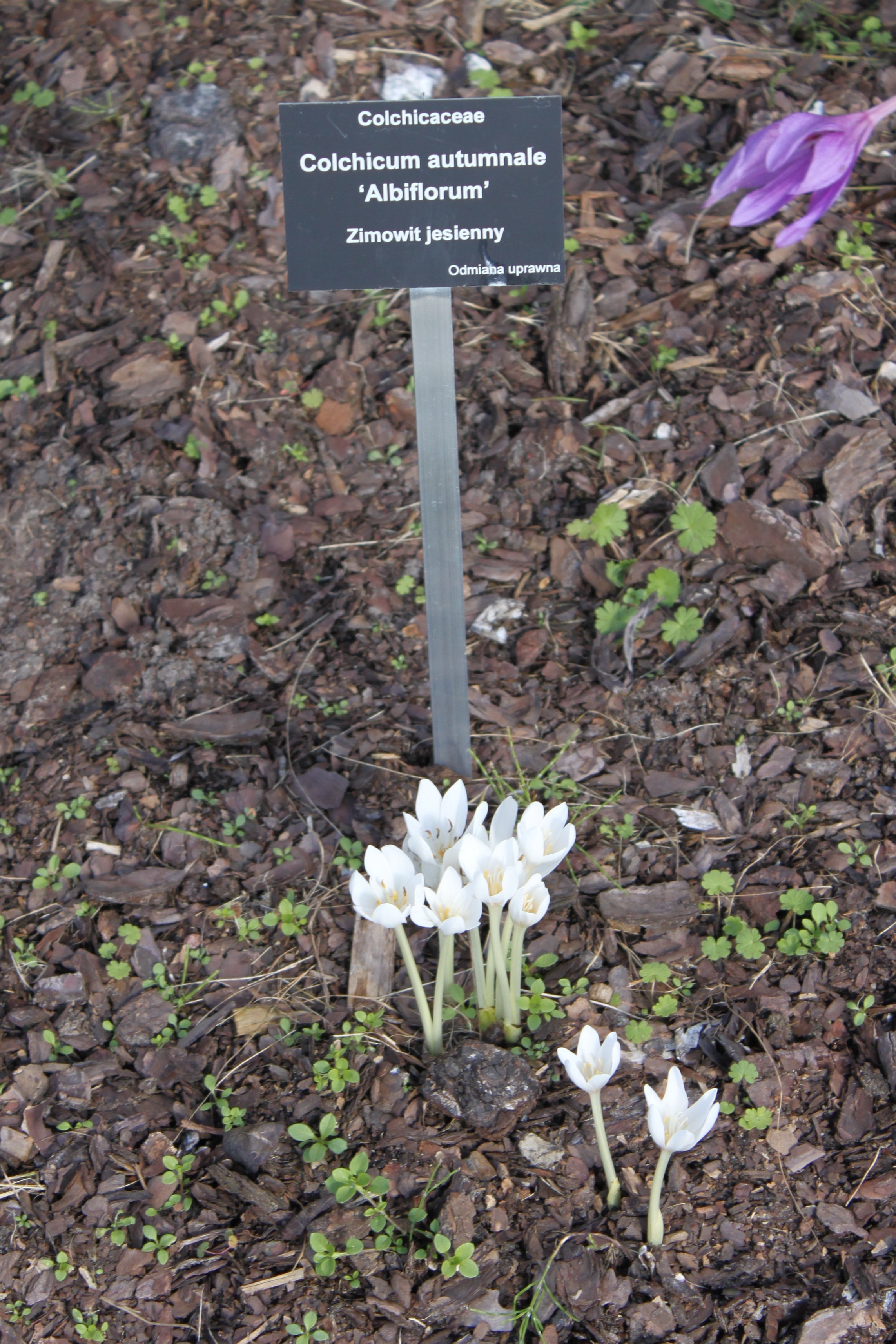
Colchicum autumnale 'Album'
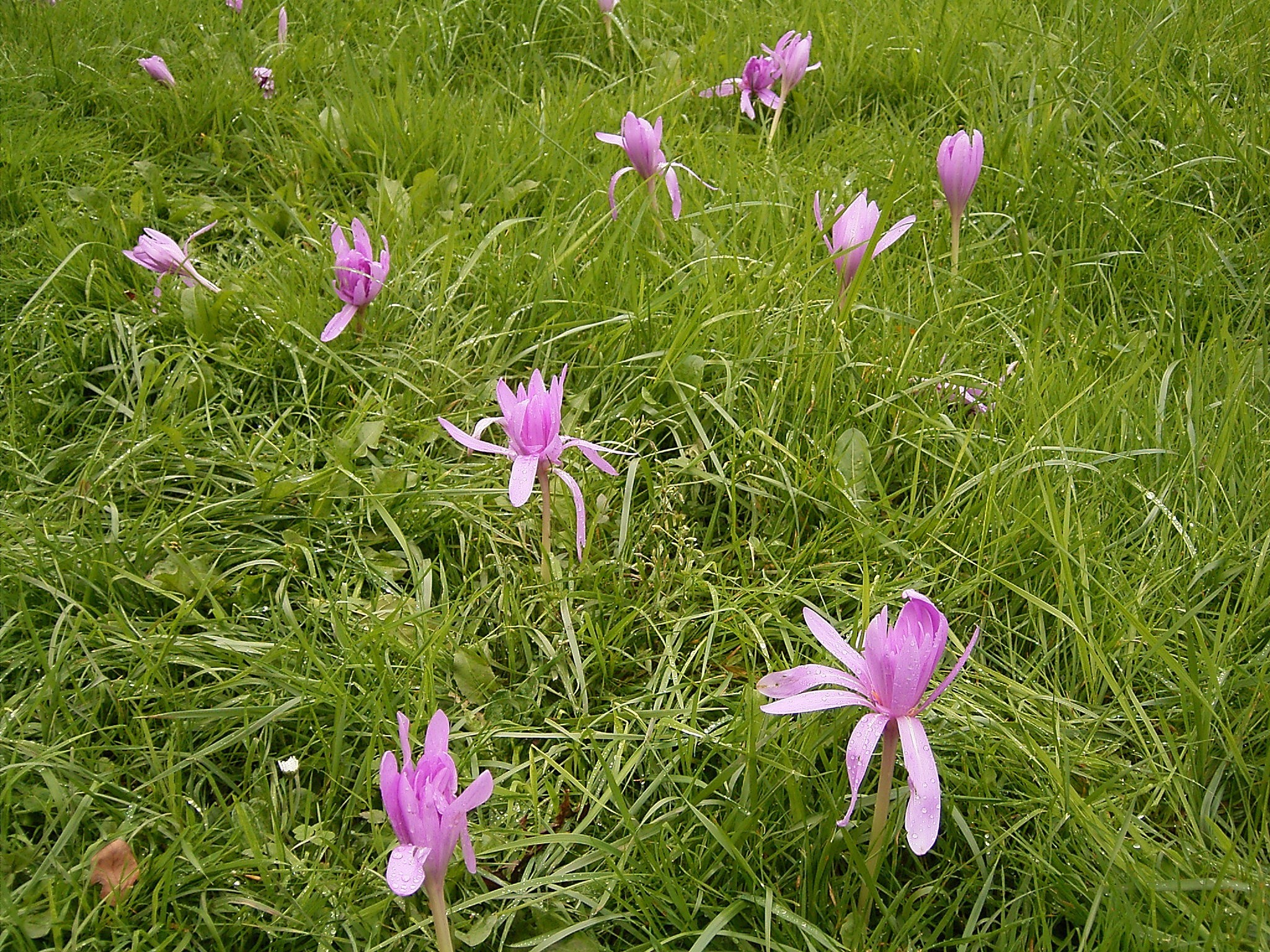
Colchicum autumnale 'Pleniflorum'
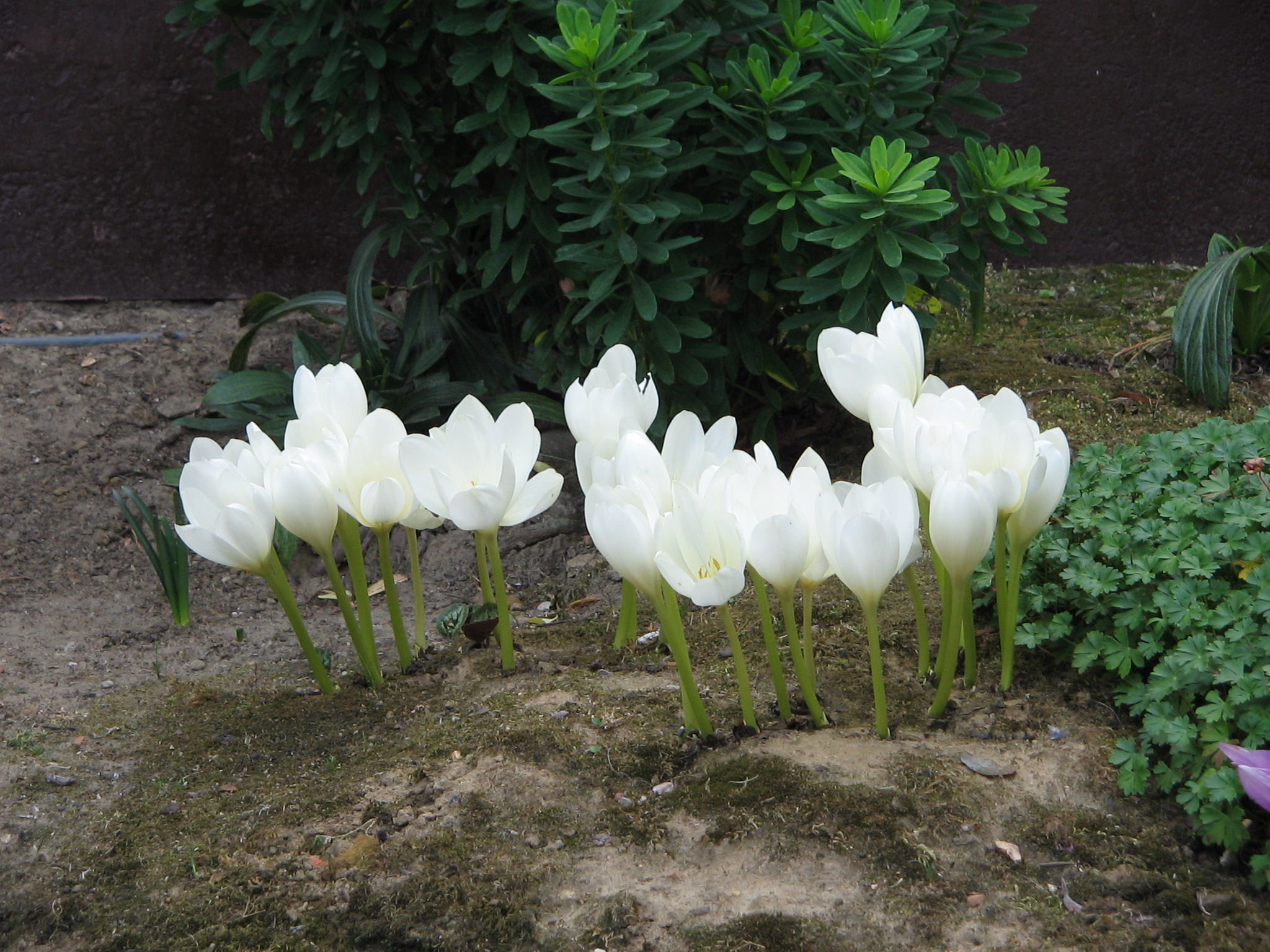
Colchicum speciosum 'Album'
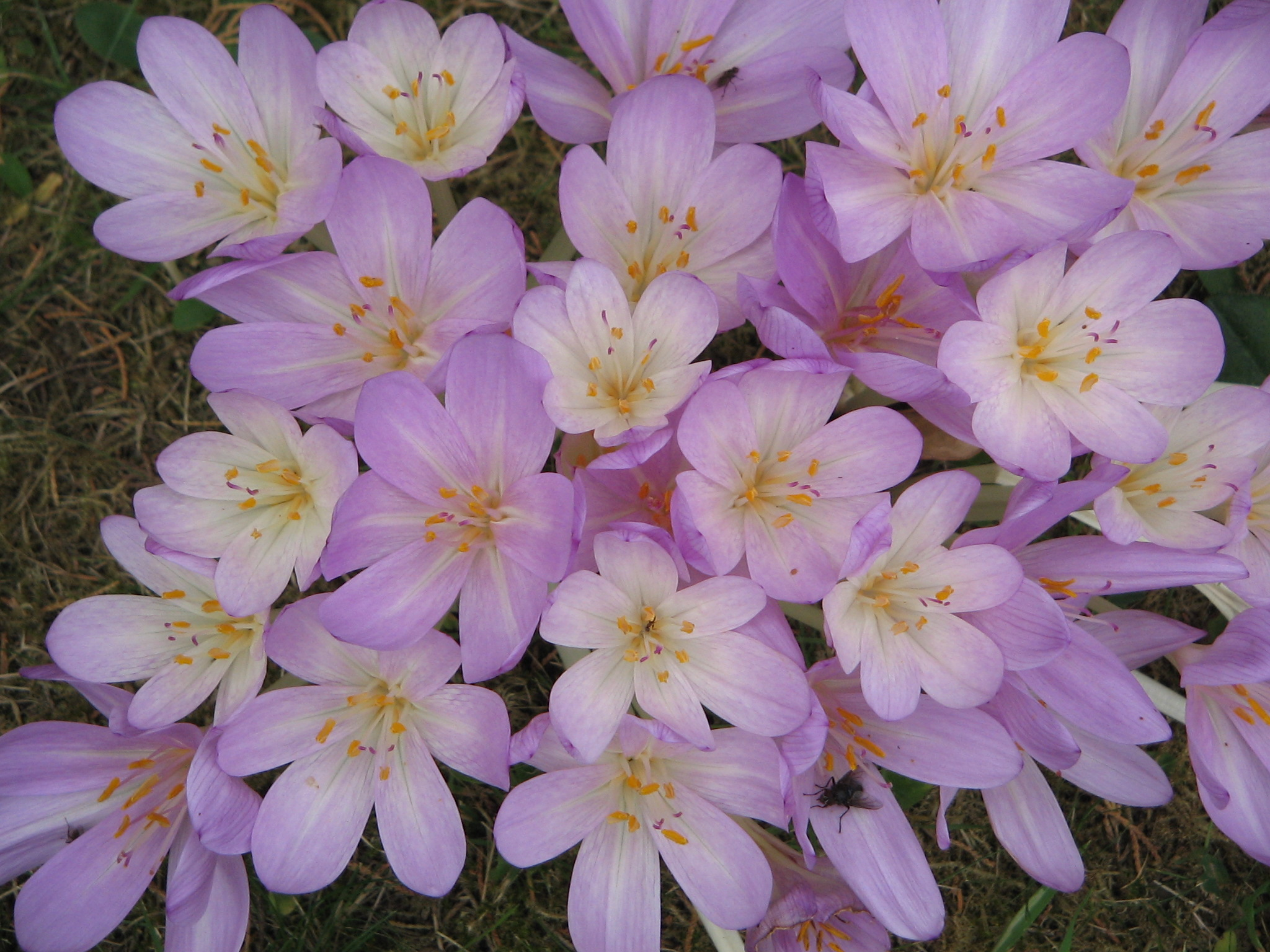
Colchicum ×byzantinum
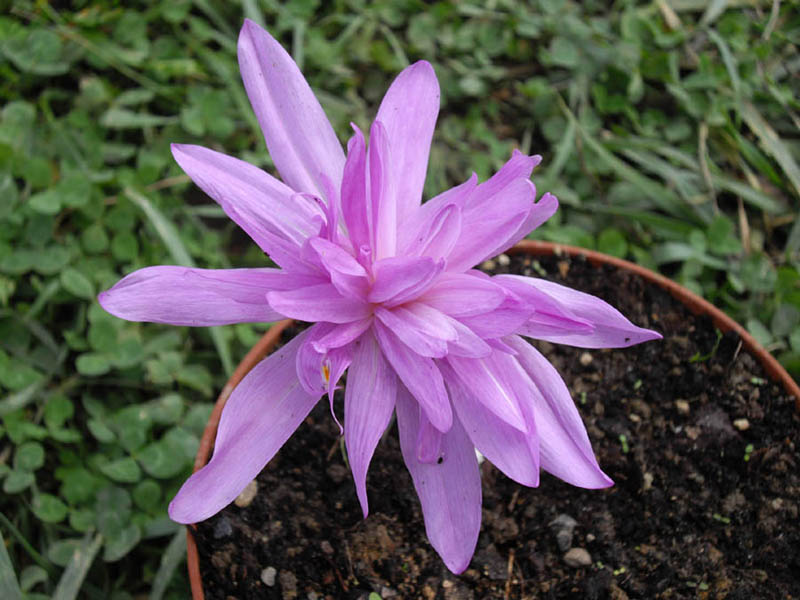
Colchicum 'Waterlily'

## Toxicité
Les éleveurs craignent le colchique tout comme les animaux. Le bétail le dédaignera isolé dans les champs, mais il peut arriver qu'une vache en mange lorsqu'il est mélangé à d'autres plantes en fourrage. Les vétérinaires connaissent bien les effets de cette plante hautement toxique, même à faible dose.
Les médecins arabes s'en servaient au Moyen Âge. À doses non infinitésimales, la plante crée des troubles nerveux, des convulsions, du délire. Elle peut aussi provoquer l'arrêt cardiaque, la paralysie respiratoire.
Les symptômes de l'empoisonnement sont une irritation très forte des voies urinaires (c'est un diurétique) et digestives (selles sanguinolentes), tremblements, suffocation, l'abaissement de la température corporelle, le pouls imperceptible, la salivation excessive, les convulsions.
La mort peut survenir jusqu'à dix jours après l'ingestion.
Par un arrêté du 4 septembre 2020, l'État français donne l'obligation aux distributeurs et vendeurs de colchique d'informer leurs clients, via un étiquetage spécifique, de sa toxicité en cas d'ingestion,,.

### Colchicine

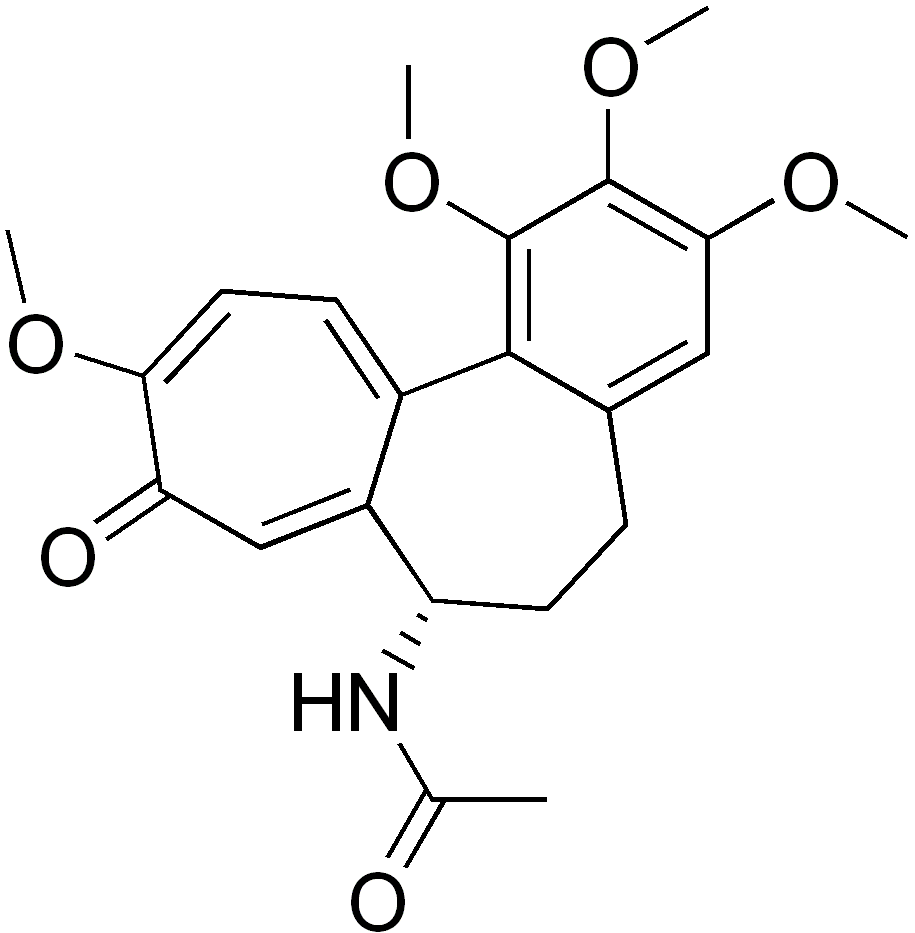
Formule de la colchicine

La plante entière produit un alcaloïde très toxique, la colchicine, qui possède des propriétés mutagènes et antimitotiques (qui bloque les mitoses).
La colchicine, dont l'indice thérapeutique est étroit, est utilisée :
- comme médicament dans les crises aiguës de goutte, les douleurs articulaires[9] et la maladie périodique,
- comme réactif, par exemple pour déterminer les caryotypes, en biologie cellulaire[14]

La colchicine est présentée en janvier 2021 comme un candidat potentiel dans le traitement de la Covid-19, mais quelques mois plus tard, les espoirs fondés en elle semblent marquer le pas puisque jugée inefficace par une étude britannique.
En horticulture, la colchicine est utilisée comme agent mutagène pour modifier génétiquement des plantes, sans insertion de gènes étrangers, afin de produire au hasard de nouvelles variétés parmi les sujets viables produits. C'est un moyen de doubler ou quadrupler le nombre de chromosomes (polyploïdie). Ce type de molécule pourrait éventuellement jouer dans la nature un rôle en produisant de nouvelles variétés, voire de nouvelles espèces, mais les mutations induites par cette molécule sont rarement viables.
La démécolcine (en) est une molécule proche de la colchicine, mais n'est guère utilisée de nos jours. Le thiocolchicoside (Coltramyl, Miorel), un dérivé semi-synthétique, est utilisé comme myorelaxant.

### Risques de confusion
Le colchique d'automne est souvent confondu avec l'Ail des ours, plante comestible. Afin de les différencier, il convient de prêter attention aux feuilles : celles du colchique sont rigides, charnues et sans tiges, avec une extrémité arrondie, tandis que celles de l’Ail des ours sont plus fines, ovales, pointues et portées par des tiges. De plus, l’Ail des ours dégage une odeur d'ail lorsqu'on froisse ses feuilles. Les fleurs sont également un indicateur important : celles du colchique, mauves, apparaissent en automne, tandis que celles de l’Ail des ours, blanches et en forme d'étoile, s'épanouissent au printemps, entre avril et début juin.

## Liste des espèces
Selon World Checklist of Selected Plant Families (WCSP) (4 septembre 2017) :
- Colchicum alpinum DC. (1805)
- Colchicum androcymbioides (Valdés) K.Perss. (2007)
- Colchicum antepense K.Perss. (2007)
- Colchicum antilibanoticum Gomb. (1957)
- Colchicum arenarium Waldst. & Kit. (1810)
- Colchicum arenasii Fridl. (1999)
- Colchicum asteranthum Vassiliades & K.M.Perss. (2002)
- Colchicum atticum Spruner ex Tommas. (1840)
- Colchicum autumnale L. (1753)
- Colchicum balansae Planch., Ann. Sci. Nat., Bot., sér. 4 (1855)
- Colchicum baytopiorum C.D.Brickell (1983)
- Colchicum bivonae Guss. (1821)
- Colchicum boissieri Orph. (1876)
- Colchicum bulbocodium Ker Gawl. (1807)
- Colchicum burttii Meikle (1977)
- Colchicum chalcedonicum Azn. (1897)
- Colchicum chimonanthum K.Perss. (1999)
- Colchicum chlorobasis K.Perss. (2005 publ. 2006)
- Colchicum cilicicum (Boiss.) Dammer, Gard. Chron., ser. 3 (1898)
- Colchicum confusum K.Perss. (1999)
- Colchicum corsicum Baker, J. Linn. Soc. (1879)
- Colchicum cretense Greuter (1967)
- Colchicum crocifolium Boiss. (1844)
- Colchicum cupanii Guss. (1827)
- Colchicum davisii C.D.Brickell (1998)
- Colchicum decaisnei Boiss. (1882)
- Colchicum doerfleri Halácsy, Denkschr. Kaiserl. Akad. Wiss. (1897)
- Colchicum dolichantherum K.Perss. (1999)
- Colchicum eichleri (Regel) K.Perss. (1992)
- Colchicum euboeum (Boiss.) K.Perss. (1998)
- Colchicum fasciculare (L.) R.Br. (1826)
- Colchicum feinbruniae K.Perss. (1992 publ. 1993)
- Colchicum figlalii (Varol) Parolly & Eren (2007)
- Colchicum filifolium (Cambess.) Stef. (1926)
- Colchicum freynii Bornm. (1917)
- Colchicum gonarei Camarda (1978)
- Colchicum gracile K.Perss. (2009)
- Colchicum graecum K.Perss. (1988)
- Colchicum greuteri (Gabrieljan) K.Perss. (2007)
- Colchicum haynaldii Heuff. (1858)
- Colchicum heldreichii K.Perss. (1999)
- Colchicum hierosolymitanum Feinbrun, Palestine J. Bot. (1953)
- Colchicum hirsutum Stef. (1926)
- Colchicum hungaricum Janka (1886)
- Colchicum ignescens K.Perss. (2007)
- Colchicum imperatoris-friderici Siehe ex K.Perss. (1999)
- Colchicum inundatum K.Perss. (1999)
- Colchicum kesselringii Regel (1884)
- Colchicum kotschyi Boiss. (1854)
- Colchicum kurdicum (Bornm.) Stef. (1926)
- Colchicum laetum Steven (1829)
- Colchicum lagotum K.Perss. (2007)
- Colchicum leptanthum K.Perss. (2001)
- Colchicum lingulatum Boiss. & Spruner (1844)
- Colchicum longifolium Castagne (1845)
- Colchicum lusitanum Brot. (1827)
- Colchicum luteum Baker, Gard. Chron., n.s. (1874)
- Colchicum macedonicum Kosanin (1911)
- Colchicum macrophyllum B.L.Burtt (1950 publ. 1951)
- Colchicum manissadjianii (Azn.) K.Perss. (2007)
- Colchicum maraschicum E.Kaya & Özhatay (2014)
- Colchicum micaceum K.Perss. (1999)
- Colchicum micranthum Boiss. (1882)
- Colchicum minutum K.Perss. (1999)
- Colchicum mirzoevae (Gabrieljan) K.Perss. (2007)
- Colchicum montanum L. (1753)
- Colchicum multiflorum Brot. (1804)
- Colchicum munzurense K.Perss. (1999)
- Colchicum nanum K.Perss. (2007)
- Colchicum neapolitanum (Ten.) Ten. (1826)
- Colchicum parlatoris Orph. (1876)
- Colchicum parnassicum Sart., Orph. & Heldr. (1859)
- Colchicum paschei K.Perss. (1999)
- Colchicum peloponnesiacum Rech.f. & P.H.Davis (1949)
- Colchicum persicum Baker, J. Linn. Soc. (1879)
- Colchicum polyphyllum Boiss. & Heldr. (1859)
- Colchicum pulchellum K.Perss. (1988)
- Colchicum pusillum Sieber (1822)
- Colchicum raddeanum (Regel) K.Perss. (1992)
- Colchicum rausii K.Perss. (1999)
- Colchicum ritchii R.Br., Narr. Travels Africa (1826)
- Colchicum robustum (Bunge) Stef. (1926)
- Colchicum sanguicolle K.Perss. (1999)
- Colchicum schimperi Janka ex Stef. (1926)
- Colchicum serpentinum Woronow ex Miscz. (1912)
- Colchicum sfikasianum Kit Tan & Iatroú (1995)
- Colchicum sieheanum Hausskn. ex Stef. (1926)
- Colchicum soboliferum (C.A.Mey.) Stef. (1926)
- Colchicum speciosum Steven (1824)
- Colchicum stevenii Kunth (1843)
- Colchicum szovitsii Fisch. & C.A.Mey., Index Seminum (LE (1835)
- Colchicum trigynum (Steven ex Adam) Stearn (1934)
- Colchicum triphyllum Kunze (1846)
- Colchicum troodi Kotschy (1865)
- Colchicum tunicatum Feinbrun, Palestine J. Bot. (1953)
- Colchicum turcicum Janka (1873)
- Colchicum tuviae Feinbrun, Palestine J. Bot. (1953)
- Colchicum umbrosum Steven (1829)
- Colchicum varians (Freyn & Bornm.) Dyer (1904)
- Colchicum variegatum L. (1753)
- Colchicum verlaqueae Fridl. (2009)
- Colchicum wendelboi K.Perss. (1992)
- Colchicum woronowii Bokeriya (1990)
- Colchicum zahnii Heldr. (1900)

## Divers
- Les Colchiques est un poème de Guillaume Apollinaire, où il compare la fleur vénéneuse à son amour délaissé.
- Colchiques, mon Amour est une chanson de RoBERT.
- Colchiques est une bande dessinée de la série Mamette dessinée par Nob.
- Colchiques dans les prés est une chanson populaire française du XXe siècle.
- Le colchique voit son nom attribué au 4e jour du mois de vendémiaire du calendrier républicain ou révolutionnaire français[20], généralement chaque 25 septembre du calendrier grégorien.

### Sources
- Paul Schauenberg, Les plantes bulbeuses, Delachaux & Nestlié, 1964
- L. Jellito & W. Schacht, Hardy Herbaceous perennials, Volume I, Timber Press, 1995 -  (ISBN 0-88192-159-9)
- John E Bryan, Bulbs (revised edition), Timber press, 2002 –  (ISBN 0-88192-529-2)
- Réginald Hulhoven, Les bulbes rustiques à floraison automnale, Les Jardins d'Eden, 15: 88-95, 2002